# Gastronomía de Inglaterra

Tarde de té con leche acompañado de sándwiches, mantequilla, mermelada y pequeños pasteles.

La gastronomía de Inglaterra comprende el estilo de cocina, tradiciones y recetas asociadas con Inglaterra, una de las cuatro naciones constituyentes del Reino Unido. Tiene características distintivas propias, pero también comparte mucho con la amplia cocina británica. Esto se debe en gran parte a la importación de ingredientes e ideas de lugares como América del Norte, China e India durante la época del Imperio británico y como resultado de la inmigración de la posguerra.
En la Edad Moderna, la comida de Inglaterra se caracterizó históricamente por un planteamiento simple y una confianza en la alta calidad de los productos naturales; de hecho, estos aspectos pueden verse en la cocina tradicional actual. Los platos más clásicos tienen orígenes muy antiguos, tales como el pan, el queso, la carne asada o guisada, empanadas, verduras, caldos y pescados de agua dulce o salada. El libro inglés de cocina del siglo XIV, Forme of Cury, contiene recetas de estos orígenes y se remonta a la corte real de Ricardo II. En la segunda mitad del siglo XVII, Gilbert White, en The Natural History of Selborne, tomó nota del aumento en el consumo de verduras, asociado a la gente del campo en el sur de Inglaterra, señalando que las papas se habían comenzado a utilizar en gastronomía durante el reinado de Jorge III: "Los puestos en las ciudades ahora apoyan a multitudes acomodadas, mientras que los jardineros obtienen fortunas. Cada trabajador decente también tiene su jardín, que es la mitad de su sustento; y los agricultores proveen suficientes judías, guisantes y verduras a sus sirvientes para comer con su tocino".
Otros platos, como el fish and chips (el cual comenzó siendo una comida callejera con sal y vinagre de malta), las empanadas o las salchichas con puré de papas, cebolla y salsa de carne son igual de populares que los curries del subcontinente indio o los stir-fries basados en la gastronomía china y tailandesa. La cocina francesa e italiana son también ampliamente aceptadas en la actualidad. Además, el Reino Unido adoptó rápidamente la innovación en la comida rápida de los Estados Unidos y continúa absorbiendo ideas culinarias de todo el mundo, mientras que al mismo tiempo va redescubriendo sus raíces en la agricultura ecológica.

## Alimentos e ingredientes

### Pan

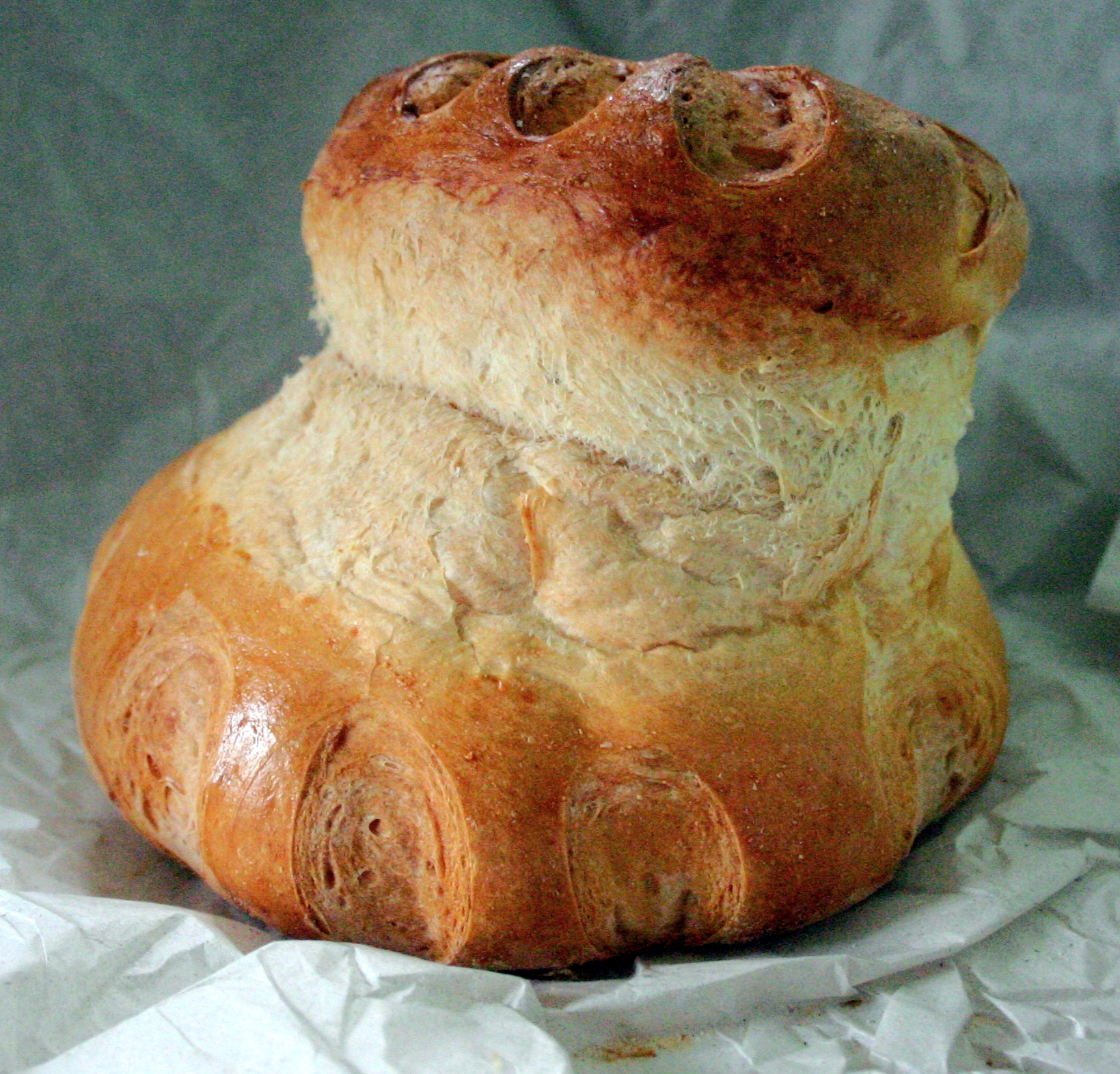
Pan de payés (cottage loaf) horneado en una panadería tradicional en Rochester, Kent.

Existe una amplia variedad de pan en Reino Unido, horneado frecuentemente en un molde rectangular. También se produce pan redondo, como la especialidad del Noroeste de Inglaterra llamada stottie cake o el cob (más tipo hogaza). El pan de payés (cottage loaf) está compuesto por dos bolas de masa (una encima de la otra) para formar una figura en forma de ocho. Además, existen muchas otras variedades de pan, tales como baps, barm cakes, bread cakes y muchos otros. así sucesivamente. 
El proceso de panificación Chorleywood (para la producción de masa de pan) se desarrolló en Inglaterra en la década de los 60 antes de extenderse a todo el mundo. Marcas de rebanadas de pan blanco tales como Wonderloaf y Mother's Pride han sido criticadas debido a su escaso valor nutricional o a su sabor. El pan integral es visto por muchos como el más saludable, con populares marcas como Allinson o Hovis. El horneado artesanal también ha visto su resurgimiento desde la década de 1970.
Por otra parte, el pan de centeno se consume principalmente en forma de pan crujiente de estilo escandinavo, como el producido por Ryvita en Birmingham. Si hablamos del pan de malta es un pan más oscuro, pesado y dulce. Además, la popularidad de la cocina india en el país ha extendido el gusto por el naan. También se hacen variedades continentales tales como baguettes (French sticks) y focaccia; el consumo de bagels ya no está restringido para la Comunidad judía.

### Queso
El Cheese Board inglés establece que hay más de 700 variedades de queso elaborado en el país. Éste es generalmente duro y se elabora con leche de vaca. El queso cheddar (originario de la villa de Cheddar) es con mucho el tipo de queso más común, con muchas variedades. Su nombre ha llegado a ser ampliamente utilizado internacionalmente y actualmente no tiene una Denominación de Origen Protegida dentro de la ley de la Unión Europea. Sin embargo, la granja West Country Cheddar ha sido galardonada con una denominación de origen protegida. Para cumplir con esta norma, el queso debe estar hecho de manera tradicional usando ingredientes locales de uno de los cuatro condados designados del Suroeste de Inglaterra: Somerset, Devon, Dorset o Cornualles. Por otra parte, los quesos amargos Cheshire, Sage Derby, Lancashire Cheese, Red Leicester, el cremoso Double Gloucester o el dulce Wensleydale son algunas variedades tradicionales regionales. Tanto el cheddar como los quesos azules Stilton han sido llamados los reyes de los quesos ingleses; el Cornish Yarg es una exitosa variedad moderna. 
Los quesos de oveja y cabra están hechos principalmente por productores artesanales. El queso cottage es un queso blando. Originalmente hecho en casa, ahora se puede adquirir en centros comerciales. Es un derivado del queso panir hindú. 
Finalmente, los quesos procesados suaves (como los triángulos Dairylea) están hechos para relleno de sándwich. A veces también se fabrican estilos continentales como el Brie o el Camembert.
Los platos más populares a base de queso son los macarrones con queso o la coliflor con queso entre otros.

### Pescados y mariscos

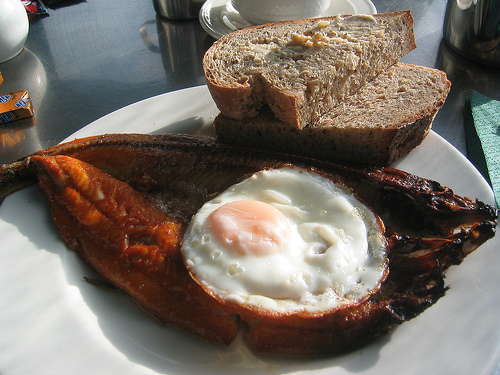
Kippers.

Aunque existe una gran variedad de especies en las aguas británicas, solo se consumen algunas de ellas. El bacalao, eglefino, la solla, el salmón de roca y la raya son con los que se elabora el "fish-and-chips". El enfoque poco atrevido con el pescado y la tendencia a comerlos en mal estado fueron motivo de burla para Keith Floyd, describiéndolos como "objetos para freír no identificados". Algunas otras especies (como el carbonero o el abadejo) se encuentran en los pasteles de pescado, empanadas o palitos de pescado. Sin embargo, otras especies menos conocidas como la maruca, el perlón o el rodaballo se encuentran cada vez con más facilidad, en un esfuerzo por preservar la población de especies que son objeto de pesca tales como el bacalao y el eglefino (disponibles más fácilmente en pescaderías que en supermercados). 
La morralla se come tradicionalmente frita como aperitivo. Las sardinas y la caballa se ven a menudo en forma de conserva, así como otras especies importadas como el atún y las anchoas. Las sardinas, por ejemplo, son el ingrediente principal del Stargazy pie, una especialidad de Cornualles. La lubina, langosta, las vieiras y el rape se encuentran entre las especies caras y de gran prestigio que se pueden encontrar en menús de alta cocina y pescaderías. Con otras especies más baratas, se preparan las sopas de pescado, con muchas recetas diferentes.
El salmón, la caballa, la trucha, eglefino, la macarela, anguila o la clupea se pueden encontrar ahumados (esta última en forma de kipper o servida en escabeche a modo de "rollmops"). Un kipper es una clupea entera que se divide desde la cola hasta la cabeza; después es eviscerada, salada (o preparada en escabeche) y ahumada en frío. Se come frecuentemente en el desayuno. El eglefino ahumado también se come para el desayuno en kedgeree, aunque ahora también se come a otras horas. 
En cuanto a las anguilas, son horneadas en pasteles y servidas con salsa de hierbas o licor en las tiendas pie and mash de los barrios populares urbanos, así como las jellied eels (en la actualidad se encuentran prácticamente en extinción este tipo de locales). Los platos populares no ingleses incluyen la sopa escocesa cullen skink, la paella española, la sopa de pescado francesa, las croquetas tailandesas, los moules frites y diversos platos de gambas asiáticos.
Por otro lado, los pasteles de pescado típicos consisten en pescados blancos y gambas con salsa blanca cubiertos con puré de patata.

#### Mariscos
Muchas localidades costeras tienen puestos de mariscos en la playa, puertos o frente al mar. Tradicionalmente, venden ollas de pequeño tamaño llenas de conchas, mejillones, jellied eels, langostinos con cáscara o pelados, carne de cangrejo, caracolas de mar, bígaros u ostras. Los mariscos son servidos fríos y el cliente agrega condimentos a su gusto: sal, pimienta, zumo de limón, vinagre de malta, salsa inglesa, de cóctel o tabasco. Incluso muchos puestos hacen su propio vinagre de chile, infusionándolos en vinagre de malta. En los últimos años, el surimi, los calamares del mediterráneo y el pulpo han sido añadidos a sus cartas. Algunas veces, se establecen cerca de los bares interiores, particularmente en el este de Londres.
Las ostras, que en su día fueron el plato principal de mucha gente sin recursos, se cocinaban en un pudin con carne de res. A medida que se hicieron más caras, fueron reemplazadas por los riñones para formar el plato tradicional steak and kidney pudding. Los puestos de ostras son ahora una variedad de lujo. Whitstable, villa costera Kent, se considera un lugar de muy buena calidad en este sentido. Las ostras ahora casi siempre se comen crudas, recién salidas de la concha. 
Por otra parte, el cangrejo tradicionalmente se come frío en ensaladas y sándwiches, o calientes en su caparazón (cocidos con crema, cebolla y hierbas). Cromer, en Norfolk, es una localidad famosa por ser exportadora de cangrejos. Morecambe, en Lancashire, también es muy conocida por sus Potted shrimps.

### Pasteles y púdines

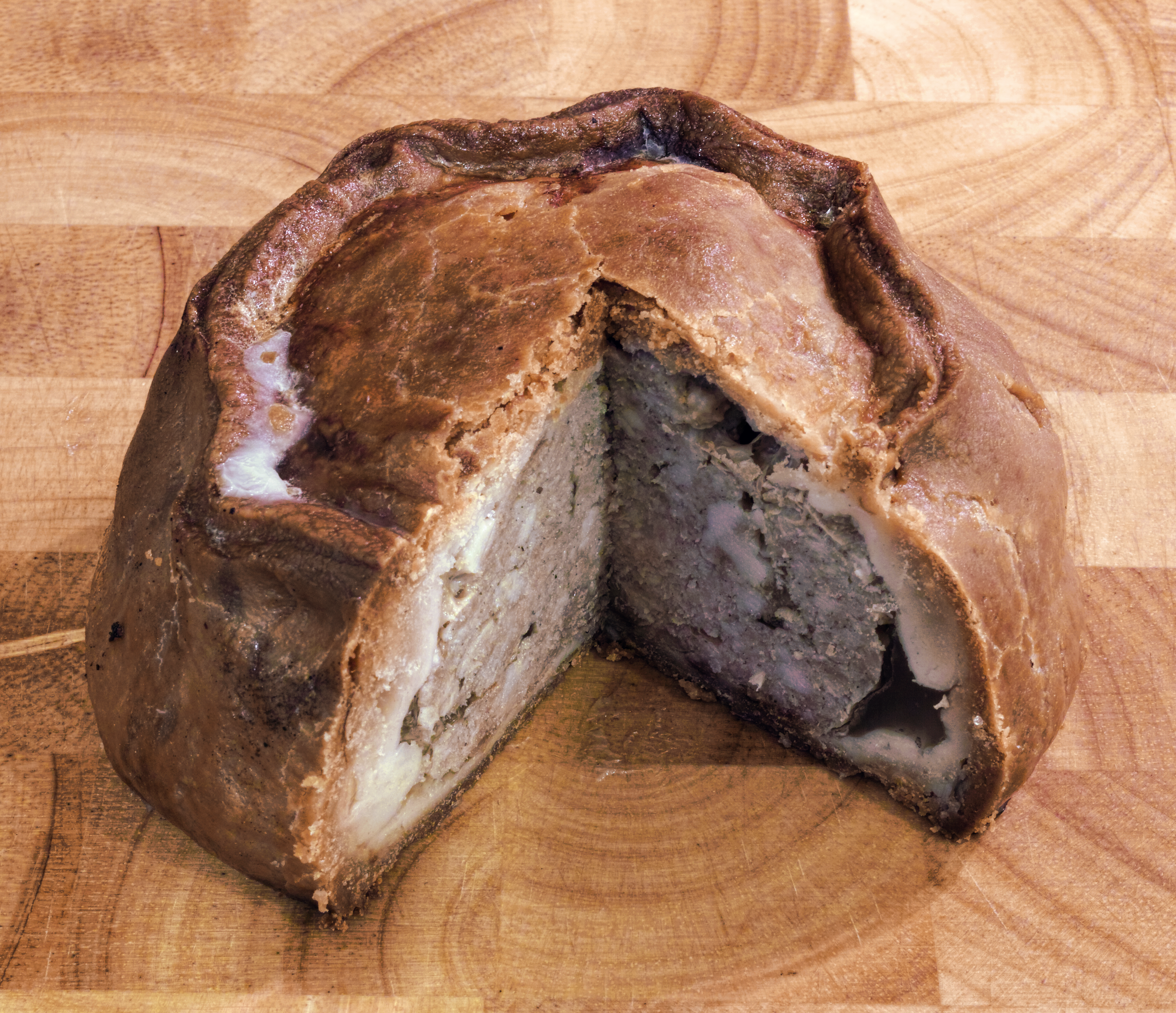
Un pastel de manteca de cerdo de Melton Mowbray.

La tradición inglesa de pastel de carne se remonta a la Edad Media, cuando se utilizó de base una corteza de pastel con la parte superior abierta como un molde para servir carne, lo cual parecía un féretro. Desde entonces, han sido un pilar de la cocina inglesa, usando diferentes tipos de masas, como son la quebrada o la masa de hojaldre. Los pasteles de manteca de cerdo se sirven en frío, siendo el de Melton Mowbray el más típico. El cutting-pie es un gran pastel frío en rebanadas, las cuales generalmente contienen dos o más carnes, como el pollo o el jamón. Los rellenos tradicionales en las tartas o pasteles calientes incluyen pollo, champiñones, carne con cerveza, carne picada y cebolla, cordero o carne con patatas. En los últimos años, han aparecido muchos rellenos más exóticos, como por ejemplo el curry del estilo Balti.
Los pasteles son una especie de empanadas hechas al envolver una sola pieza de pastel alrededor del relleno correspondiente. El Cornish pasty, por ejemplo, es ovalado o de forma ondulada con un borde rígido. Tradicionalmente están rellenos de carne de res, aunque son posibles muchas variantes. Otras empanadas pueden ser rectangulares y contener carne de res, queso o vegetales. Otro tipo de pastel está cubierto de puré de patatas en lugar de repostería, como el cottage pie (hecho con carne picada de cordero). 
En cuanto a los pasteles de pescado, se componen principalmente de pescados en salsa blanca. 
Pasteles o flanes también se sirven como postres con rellenos de fruta de temporada. Las quiches y flanes salados también se comen, pero no se consideran autóctonos.
Los púdines salados están hechos de carcasa de tocino blando, siendo los de bistec y riñón los más famosos (originalmente llevaban ostras). Para prepararlos, se llena un tazón de tocino y se añade a la corteza de pastel. Después se agrega el relleno y se sella con otra tapa. Luego se cuece al vapor de tres a cuatro horas; se le agrega la carne y el riñón, aunque se puede utilizar conejo o pollo.

### Embutidos

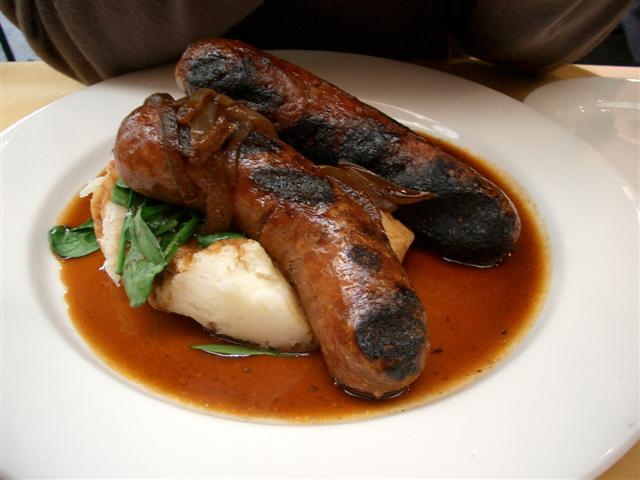
Salchichas y puré de patata con salsa de carne, conocida como bangers and mash.

Las salchichas inglesas son coloquialmente conocidas como bangers. Éstas se distinguen por estar hechas de carne fresca. Rara vez son ahumadas, secas o de sabor fuerte, tal y como sucede en Italia o Alemania. Después del periodo de la Segunda Guerra Mundial, las salchichas tendían a contener carne de baja calidad, grasa y rusk. Sin embargo, hoy día los supermercados ya venden productos de primera calidad.
La carne de cerdo y de res son, mayoritariamente, sus ingredientes más comunes, aunque las variedades gourmet pueden contener carne de venado, jabalí, etc. Además, hay variedades regionales particularmente famosas, como la de Lincolnshire o la enroscada de Cumberland. 
Muchas carnicerías ofrecen sus propias recetas individuales y variaciones que, a menudo, pasan entre generaciones. La mayoría de los supermercados de Inglaterra tienen en su inventario al menos una docena de tipos de salchichas: no solo las anteriormente citadas, sino también variedades con carne de cerdo y manzana, hierbas o mozzarella o carne de vaca con queso Stilton. Se estima que hay alrededor de 400 variedades de salchichas en el Reino Unido.
Las salchichas forman la base del toad in the hole, donde se combinan con el Yorkshire pudding y se hornean. Se pueden servir con salsa de cebolla: se cocinan a fuego lento y se combinan con caldo, vino o cerveza, antes de reducirlas para formar la salsa usada en el plato bangers and mash. Las salchichas también pueden envolverse en masa para formar un rollo de salchicha, el cual puede ser servido caliente o frío. Sus rebanadas son un aperitivo popular en fiestas.
Morcillas y butifarra
Una variante de las salchichas es el black pudding, similar al botifarro catalán, el boudin noir francés o la morcilla española. Está hecho de sangre de cerdo y se come normalmente en el desayuno. Las manitas de cerdo, las tripas y el pig milk cheese son también platos tradicionales en el Norte. También existen hog's puddings (originarios de Devon y Cornwall) y butifarra, que es similar pero carece de sangre.

### Ahumados, encurtidos, conservas y condimentos
Los países del Norte de Europa en general tienen una tradición por lo salado, ahumado los encurtidos u otras conservas. Los pescados y arenques ahumados, el jamón o el tocino son algunas de las variedades de carnes y pescados en conserva conocidos en Inglaterra. Las carnes distintas a la de cerdo generalmente no son curadas.
Los encurtidos y conservas están cambiando debido a la influencia del Imperio británico, encontrando el piccalilli, cebollitas o pepinillos. Por otro lado, los huevos encurtidos se venden tradicionalmente en tiendas de fish and chips y las nueces encurtidas, también afamadas, se sirven con queso azul (como el Stilton)  o cocidas con carne de res.  Los encurtidos a menudo acompañan fiambres o embutidos fríos, conociéndose en francés como assiette anglaise. Además, las cebollas, col y otras verduras se encurten.
La influencia asiática también está presente en condimentos como el ketchup (originalmente ketjap), la salsa Worcestershire, la brown o HP, los chutneys o el Branston Pickle.  Además, la mostaza inglesa es de sabor fuerte y de color amarillo brillante. Se sirve con carnes o queso y es conocida internacionalmente por su sabor picante. Se asocia con Colman's, en Norwich. 
Finalmente, destacar que debido a que Gran Bretaña es una nación bebedora de cerveza, el vinagre de malta es comúnmente utilizado.

### Sándwiches
Inglaterra puede presumir que dio al mundo la palabra "sándwich", aunque el homónimo John Montagu (4.º Conde de Sándwich) no fue el primero en añadir un relleno al pan. Los sándwiches ingleses están hechos con dos rebanadas de pan o algún tipo de rollo. Es habituales acompañarlos con condimentos encurtidos o del Gentleman's Relish. Los tipos comunes de sándwich son el de carne asada, ensalada de pollo, jamón y mostaza, queso y pepinillos, mayonesa de huevo o de gambas, atún, marmite o mermelada. Las variedades de sándwiches grandes están hechos de rodajas más gruesas y son llamados "doorstops".

## Comidas
Las comidas en Inglaterra incluyen: desayuno, un tentempié sobre las once de la mañana, el brunch, almuerzo, el té de la tarde y la cena.

### Desayuno

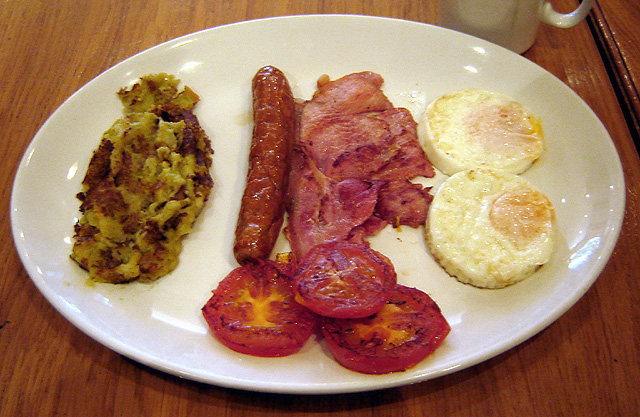
Desayuno completo inglés con bubble and squeak, salchicha, tocino

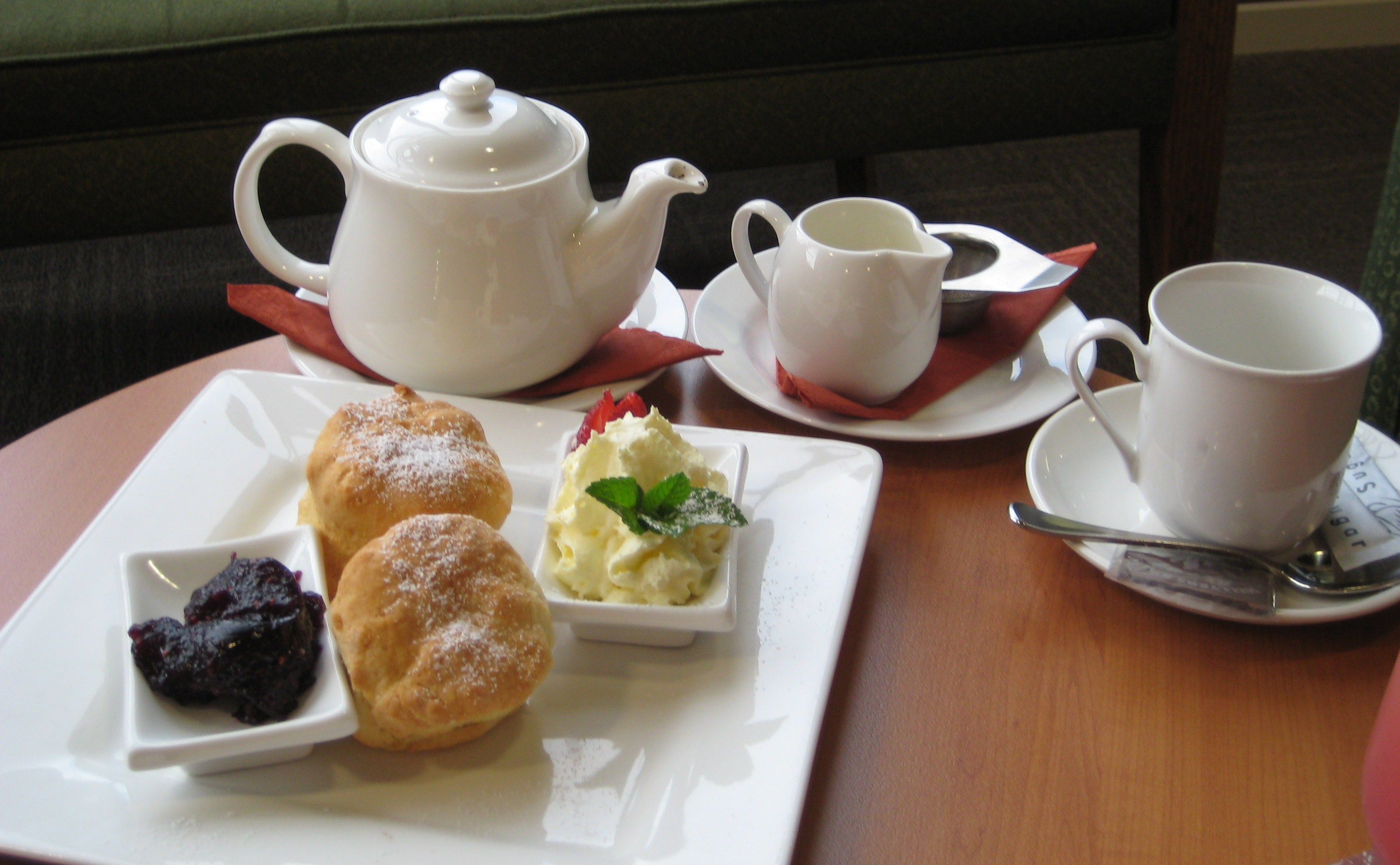
Cream tea con bollos, crema de leche y mermelada de frambuesa acompañados por té

En los siglos XVIII y XIX, las clases altas comían desayunos elaborados que incluían platos como el kedgeree o los devilled kidneys. Hoy en día el desayuno más abundante se denomina desayuno completo o "fry-up" (puesto que casi todo se fríe en él). Hay gente que opta por un desayuno más ligero, pudiendo consistir en cereales, muesli, huevos cocidos o revueltos, tostadas, conservas o incluso a veces arenques escalfados. Otras personas prefieren desayunos más continentales. 
El desayuno completo inglés (full English breakfast o full monty) incluye tocino (tradicionalmente bacon), huevos fritos, revueltos o escalfados, tomates fritos o asados, champiñones fritos, pan frito o tostado con mantequilla, salchichas y black pudding, acompañado usualmente por una taza de té. Incluso puede ser una comida de varios platos, con productos para el desayuno más ligeros como frutas o cereales. Se suele consumir en casa en los días no laborables (cuando hay suficiente tiempo para prepararlo) o en hoteles y cafeterías. También se puede disfrutar en el almuerzo o en una cena tardía. Incluso algunos restaurantes se especializan en él y no sirven nada más.

### El té de la tarde
Es un estereotipo generalizado que la gente inglesa "deja todo" a la hora del té de las cinco de la tarde. Ahora resulta ser algo más "turístico" (particularmente en Devon y Cornwall), donde se incluyen bollos con mermelada y nata (juntos se denominan cream tea). También existen cupcakes, pequeños pasteles que se pueden comer con helado o solos. También se comen una variedad de bizcochos y sándwiches. Sin embargo, como norma general, la hora del té ha sido reemplazada por los bocadillos o simplemente se prescinde de ella.

### Sunday roast, carnes y asados

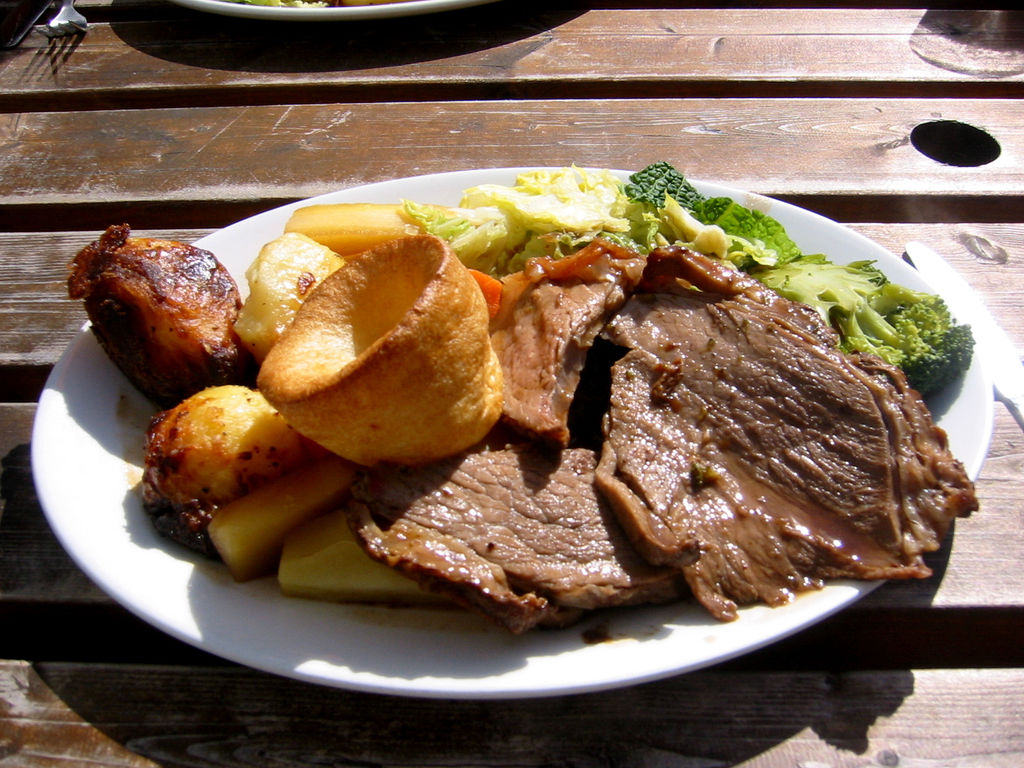
Sunday roast con carne y patatas asadas, vegetales y Yorkshire pudding.

El Sunday roast fue en su momento totalmente representativo de la cocina inglesa. Tradicionalmente se come cada domingo, incluyendo papas asadas acompañando a un asado de carne (como un rosbif, cordero, cerdo, pato, pollo) y a una variedad de verduras (generalmente hervidas y servidas con gravy o asadas con carne en su jugo). Comentar que el gravy está elaborado con extractos procedentes de los jugos de cocción de carnes y verduras.Las salsas y jaleas son elegidas dependiendo del tipo de carne: de rábano o mostazas para la carne de res; salsa de menta o jalea de grosella para el cordero; compota de manzana para la carne de cerdo y salsa de arándanos para la carne de pavo. El Yorkshire puddingnormalmente acompaña a la carne de vaca (aunque tradicionalmente se servía como aperitivo, se volvió plato principal cuando empezó a escasear la carne de res La salvia y los rellenos de cebolla son muy usuales como acompañamiento para la carne de cerdo y los rellenos con perejil para el pollo.
La carne de caza como la de venado o faisán (tradicionalmente asociadas a las clases altas) son usadas de vez en cuando debido a su promoción por parte de chefs famosos, aunque no resultan ser algo frecuente en el hogar promedio. De hecho, la caza sólo está disponible de septiembre a febrero.
La práctica de servir una cena con asado en domingo está relacionada con una necesaria preparación elaborada y con la práctica del ama de casa de llevar a cabo el lavado semanal los lunes, cuando los restos fríos de la carne hacen una comida fácil de preparar. El domingo fue una vez el único día de descanso después de una semana laboral de seis días, cosa que también influyó. También fue una demostración de que la casa era lo suficientemente próspera como para pagar el costo de una comida mejor a la normal. Una elaborada versión de cena con asado es común en Navidad, con casi todos los detalles que manda la tradición. Desde su amplia disponibilidad (después de la Segunda Guerra Mundial), el asado más popular es el pavo, sustituyendo al ganso de los tiempos de Dickens. Se sirve con las salsas y jaleas habituales, así como con guarniciones tales como los pigs in blankets, carne de salchicha y algunas veces el Yorkshire pudding. Antes del periodo de los pavos baratos, el pollo asado era más común que el ganso, aunque continuó siendo un lujo cada año hasta la década de 1950, siendo el ganso inadecuado para pequeños grupos de comensales. Hoy el ganso se consume en Navidad sólo de forma ocasional, servido con manzanas asadas rellenas con carne de salchicha.

### Platos salados

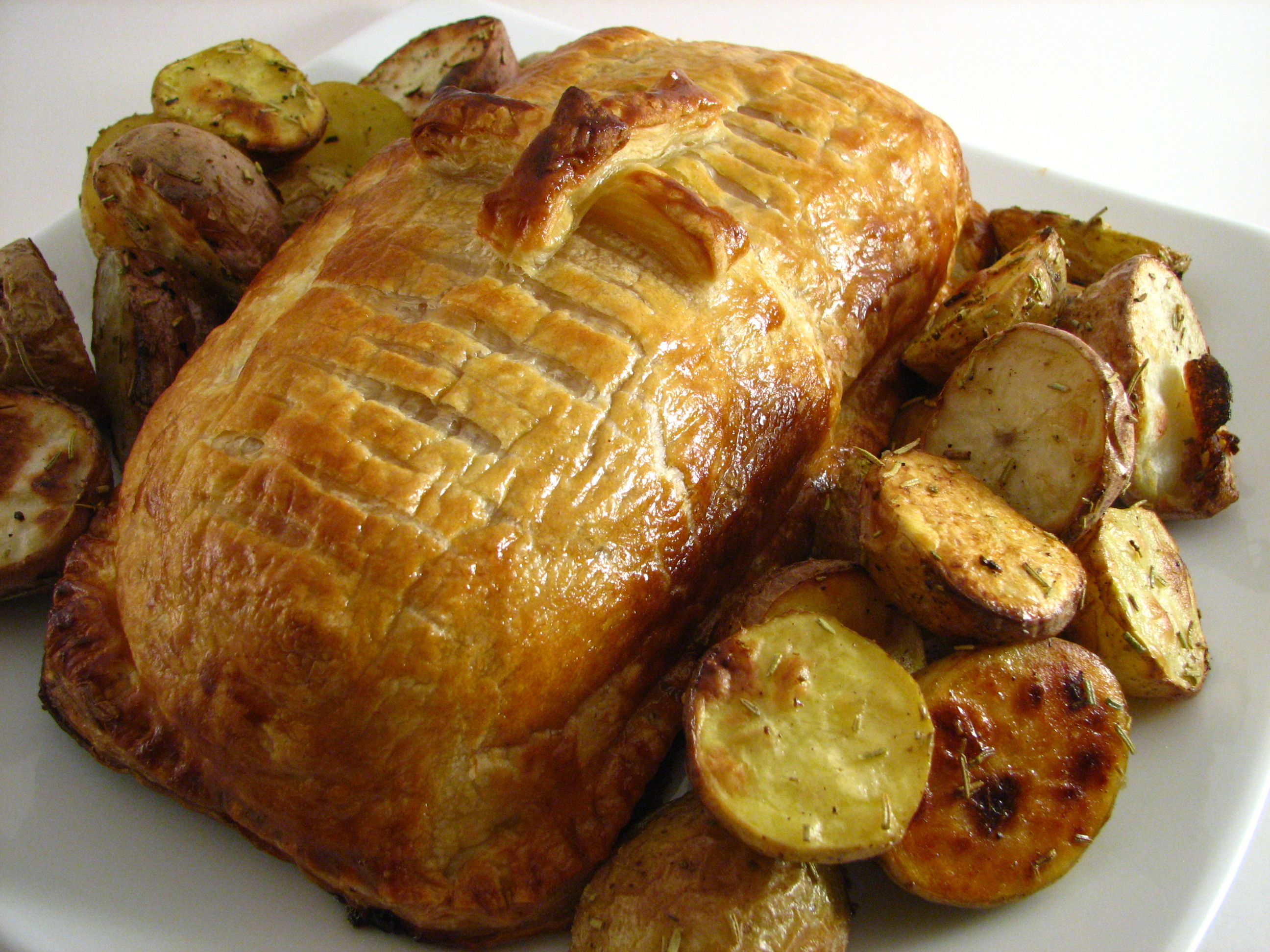
Beef Wellington.

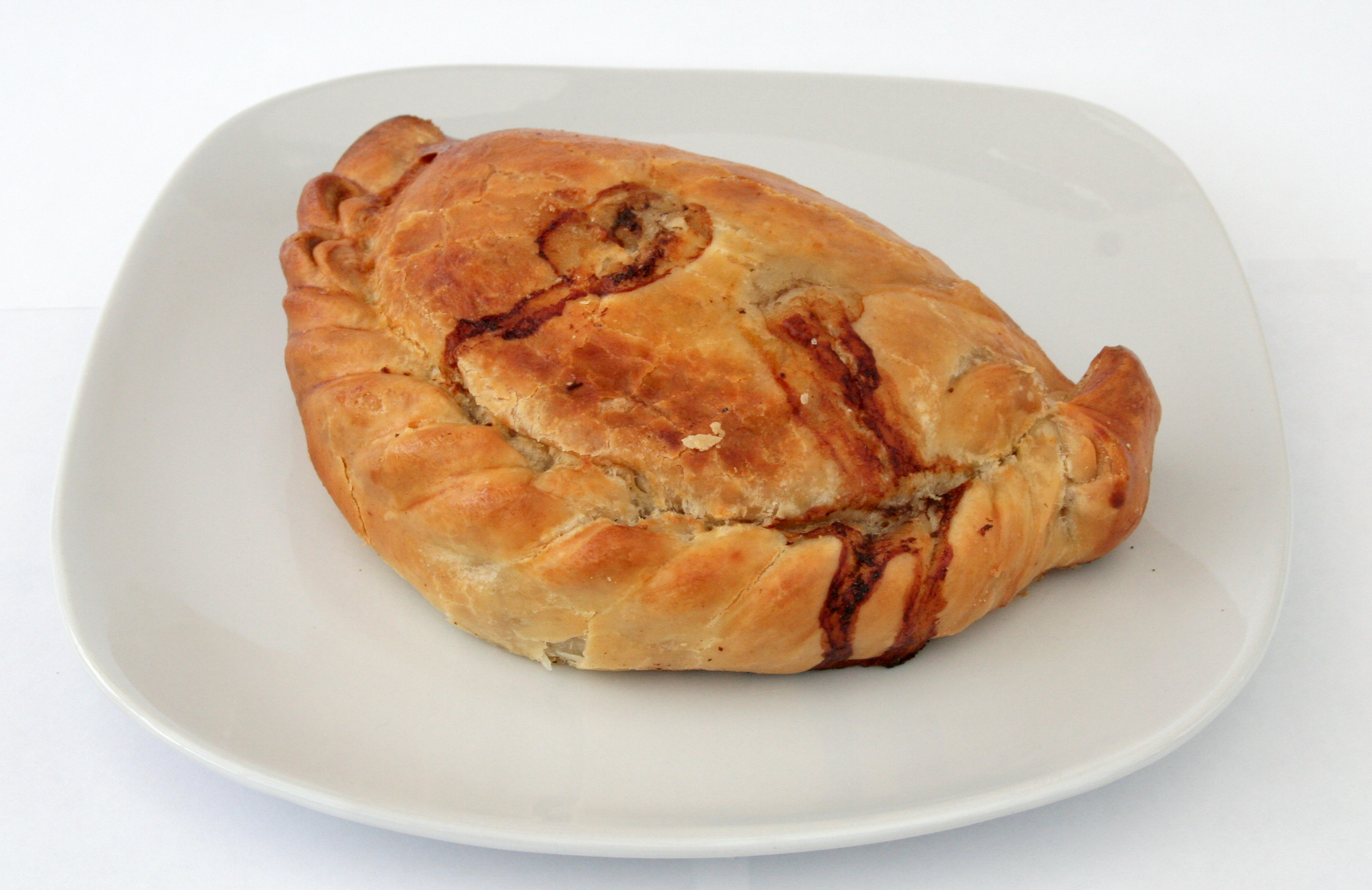
Cornish pasty.

Otra tradición culinaria inglesa, raramente observada hoy en día, es el consumo de platos salados hacia el final de una comida. Hoy día se comen en el aperitivo, almuerzo o cena ligera. Lo normal es acabar las comidas con un postre dulce, aunque el queso y las galletas pueden ser consumidas como alternativa o complemento. En Yorkshire, la tarta de manzana se sirve a menudo con queso de Wensleydale, acabando con un café.

### Postres

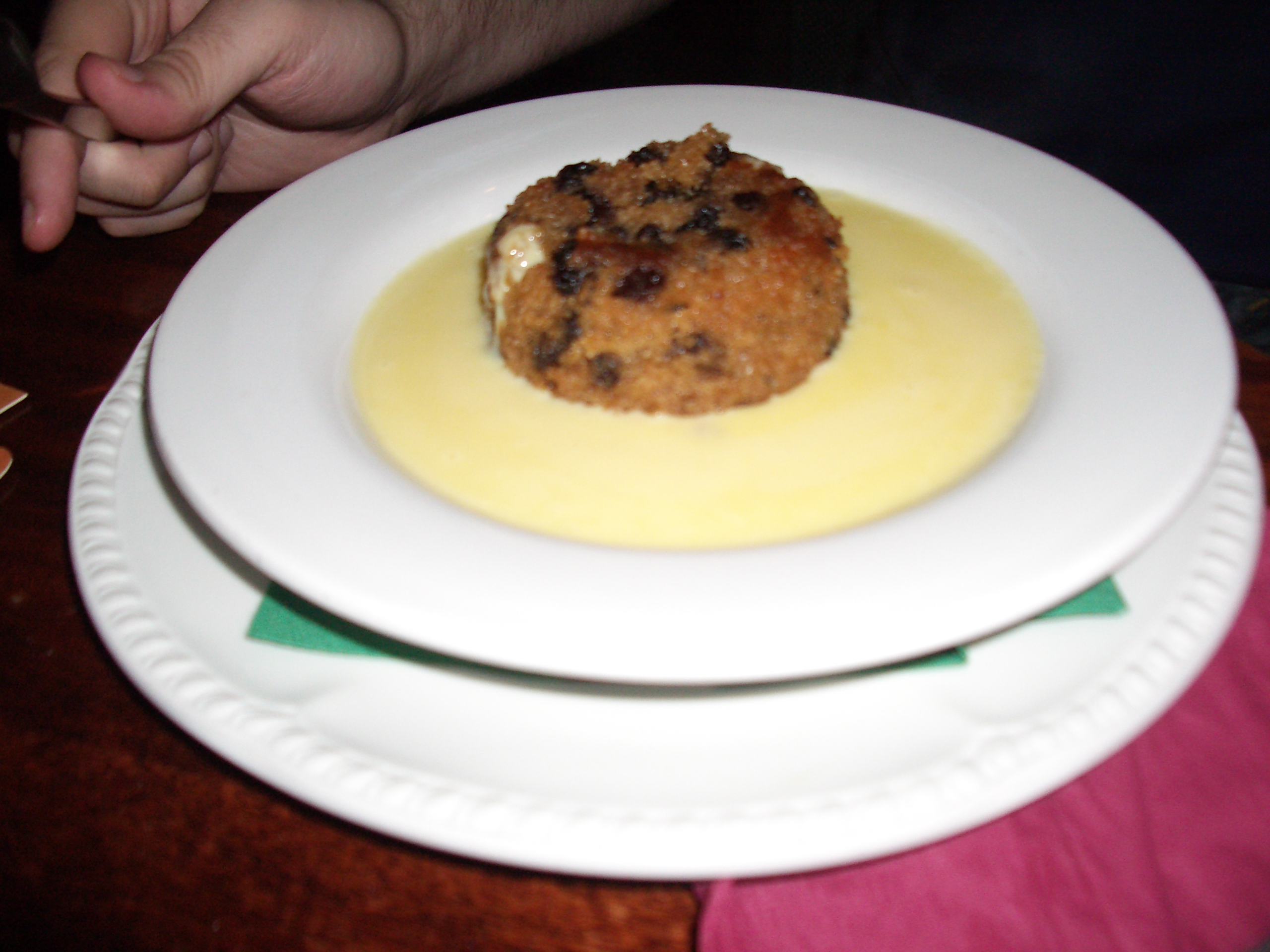
Spotted dick con natillas.

Los postres tradicionales generalmente se sirven calientes y son altamente calóricos. Los púdines de sebo incluyen el jam roly-poly y el spotted dick. El budín de verano y el de pan y mantequilla están basados en el pan. Por otra parte, el bizcocho es la base de los budines de caramelo y de melaza. Los crumbles, como el de ruibarbo suelen tener toppings crujientes con fruta. Otros postres caliente típicos son el pastel de manzana, la tarta de melaza o la tarta gitana. Por otro lado, el eton mess o el trifle se sirven como postres fríos.
También existen elaborados púdines de Navidad a base de fruta, la tarta Bakewell (con sabor a almendras y originaria de la ciudad del mismo nombre) o la Banoffee (inventada por el dueño de un restaurante de Sussex en la década de 1970).
Muy habitual es acompañar los postres de natillas o Clotted cream.

## Establecimientos para comer

### Bares

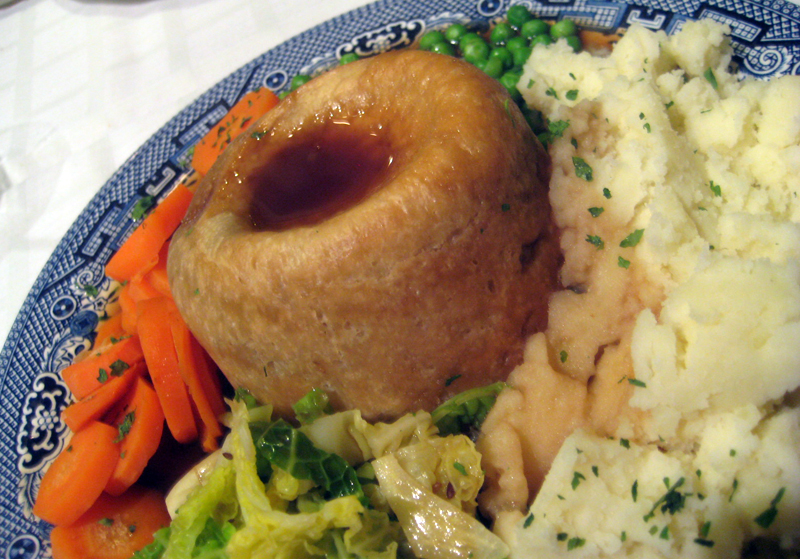
Steak and kidney pie.

Los bares tradicionales en Inglaterra eran establecimientos de bebida con un pequeño enfoque gastronómico, a excepción de los snack bars, que servían chicharrones, y huevos en escabeche, junto con patatas fritas y cacahuetes (los cuales ayudaron a incrementar la venta de cerveza). Si un bar ofrecía comidas, normalmente eran platos muy básicos y fríos tales como el almuerzo del labrador. En el Sudeste de Inglaterra (especialmente en Londres) era común hasta hace poco encontrarse vendedores de berberechos, caracoles, mejillones y otros mariscos (incluso en tarros o paquetes).
En la década de 1950, algunos bares podían ofrecen "a pie and a pint", hechos por las esposas de los propietarios. En siguientes décadas, esa costumbre se convirtió en el "chicken in a basket" (porción de pollo asado con patatas fritas servida sobre una servilleta en una canasta de mimbre). La calidad decreció pero la variedad gastronómica aumentó con la llegada de los hornos microondas y los congeladores de alimentos. Los pub grub se ampliaron para incluir los steak and ale pie, el steak and kidney pie, el shepherd's pie, fish and chips, los bangers and mash, el Sunday roast, el almuerzo del labrador o las empanadas. Además, se sirven hamburguesas, lasaña y chili con carne. Otros establecimientos ofrecen aperitivos fríos o calientes gratuitos a los clientes los domingos por la tarde para evitar que se vayan a sus casas a comer su almuerzo.
Desde la década de 1990, la comida se ha vuelto más importante como parte del comercio de los bares, y ahora muchos bares sirven lunches y cenas en la mesa además de (o en lugar de) snacks consumidos en el bar. Es posible que tengan un comedor independiente. Algunos bares sirven comidas de alta calidad, para que coincida con los altos estándares de un restaurante; estos algunas veces son llamados "gastropubs".

### Bares de fish and chips y otras comidas para llevar

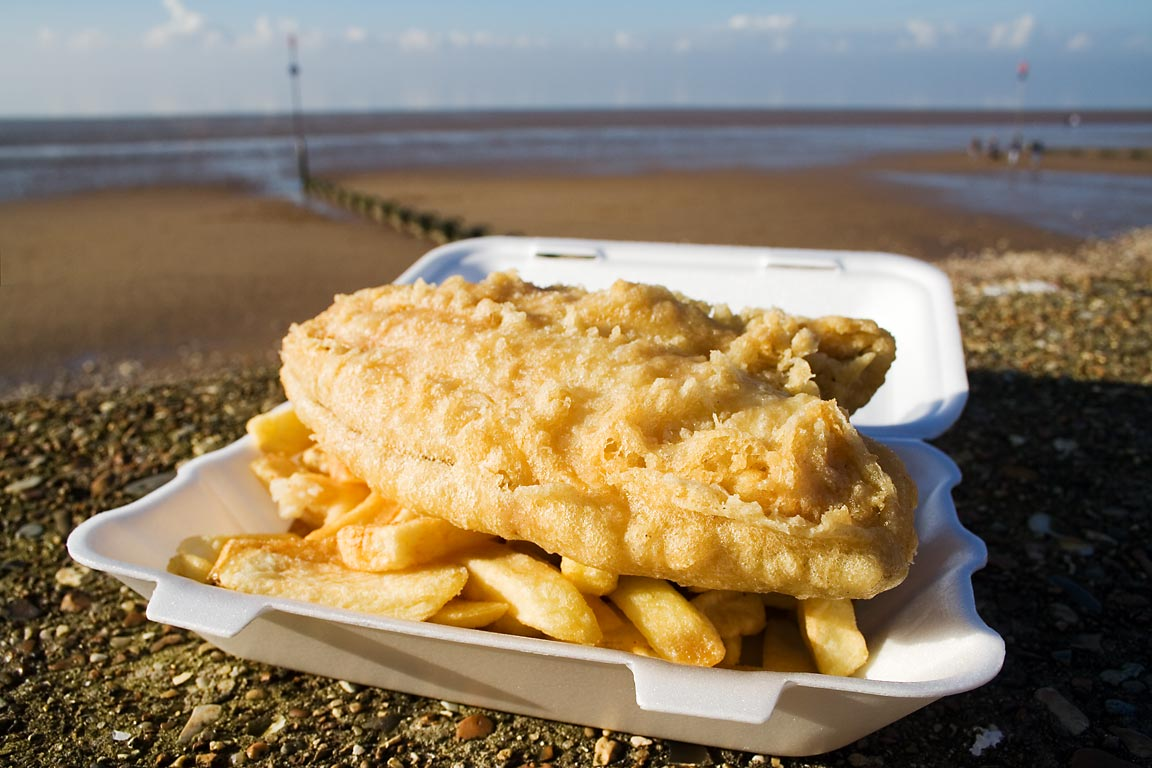
Fish and chips.

Inglaterra es internacionalmente famosa por su fish and chips y tiene un gran número de restaurantes y establecimientos que lo venden. Podría decirse que es el plato inglés más famoso e identificable. En algunas regiones se servían con mushy peas, sal y vinagre como condimentos. Suele ser una comida asequible, así como el scampi frito o empanado o las fishcakes.
La llegada del concepto "comida para llevar" durante la Revolución Industrial comenzó a incluir alimentos básicos (como el fish and chips, el puré de guisantes o el pie and mash) en los locales británicos. 

## Cocina internacional y de fusión

### Cocina hindú y anglo-india

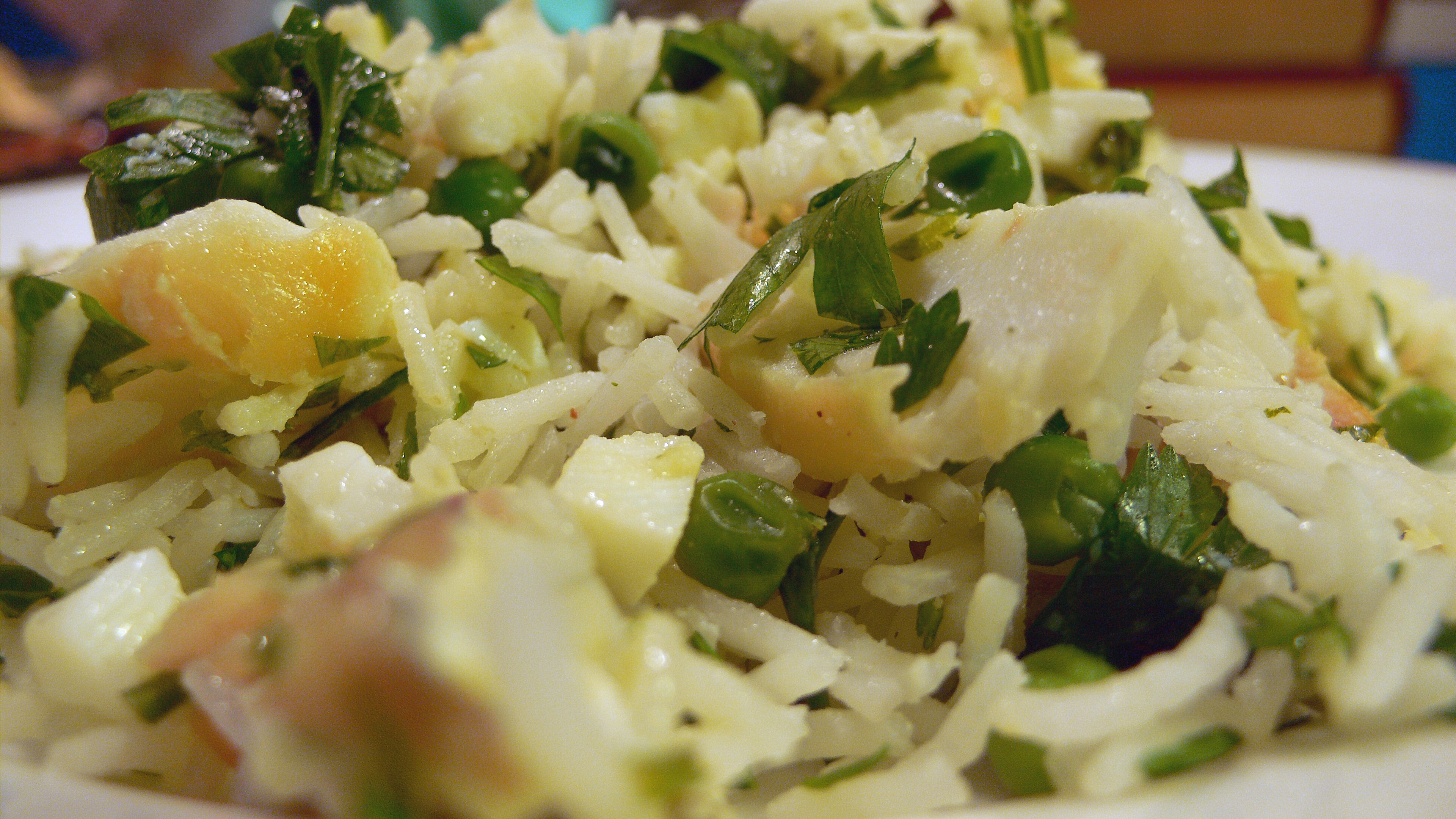
Kedgeree, desayuno típico en la era victoriana.

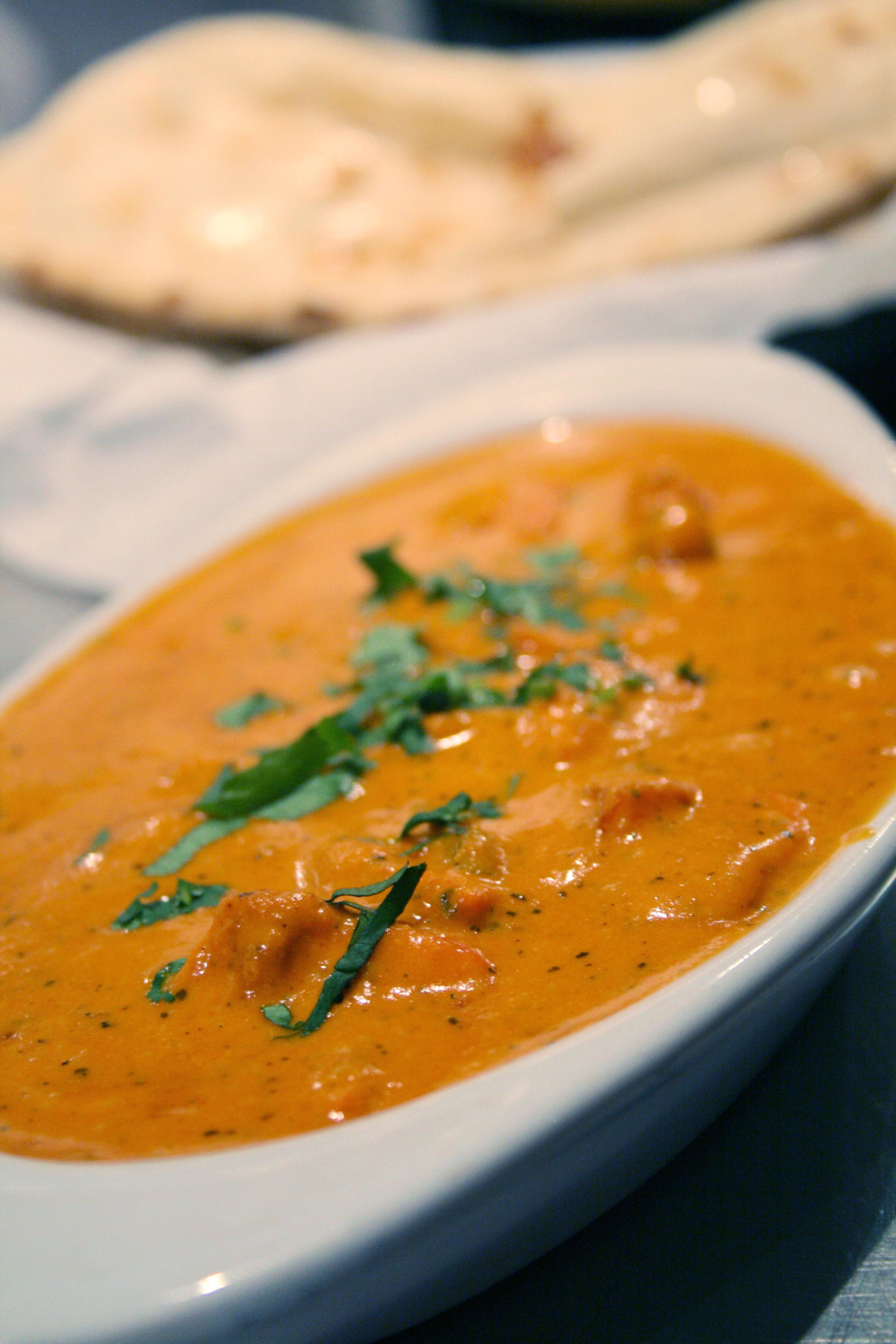
Pollo tikka masala, una versión modificada de la versión india pollo tikka. Ha sido conocida como "un verdadero plato típico nacional británico."

La cocina hindú es la alternativa más popular a la cocina tradicional inglesa, seguida por la comida china e italiana. De hecho, el pollo tikka masala es considerado uno de los platos más populares de Reino Unido. Comenzó sirviéndose en cafeterías y a cocinarse en las casas a partir de 1809, fecha coincidente con el libro de cocina de Mrs Beeton, que lo atestigua. También se produjo un aumento del uso del curry en la década de 1940 y de nuevo en los 70. En la era Victoriana (durante el Raj británico), el Reino Unido comenzó a exportar la gastronomía hindú, creando la demoniada cocina anglo-india. El kedgeree y la sopa mulligatawny son dos claros ejemplos. La palabra curry (significa 'gravy') y ha sido utilizada desde la época medieval, no usándose en la misma India. En lugar de esta, se utiliza el término "masala". Los curries tiende a referirse a las versiones suaves (frecuentemente de colores) o salsas picantes en las comidas contundentes. Normalmente no contiene carne (aunque puede contenerla), a diferencia del gravy.
La fusión de comida anglo-india se siguió desarrollando con el pollo tikka masala en la década de 1960 y el estilo de comida Balti en la década de 1980, aunque algunos dicen que esta última tiene raíces en el subcontinente indio.
Los curries caseros se basan frecuentemente en salsas o pastas de curry en polvo ya hecho, con solo una minoría triturando y mezclando sus propias especias. incluso a veces se cocinan en las casas para utilizar las sobras.
En 2003, había unos 10 000 restaurantes sirviendo solamente comida hindú y galesa. Comúnmente, se tiene una idea errónea de que la mayoría de los restaurantes hindúes en Reino Unido están a cargo de empresarios de ese origen, cuando en realidad son en su mayoría de Bangladés y Pakistán. De acuerdo con la Agencia de Normas Alimentarias del Reino Unido, la industria de la comida hindú en el Reino Unido tiene un valor de £3.2 billones, representando dos terceras partes de toda la comida no nacional y sirviendo a cerca de 2.5 millones de clientes británicos cada semana.
Los restaurantes hindúes suelen permitir a sus comensales combinar un número de ingredientes base (pollo, gambas o carne (cordero o carnero)), con un número de salsas curry (desde la suave korma pasando a la abrasadora phall), sin importar la combinación. El punto de referencia para el sabor y calor de las especias es la salsa curry Madras. Otras salsas son preparadas desde cero o a partir de una salsa de curry básica: por ejemplo el vindaloo, se suele preparar como un cordero en salsa Madras con chile extra, en lugar de la original carne de cerdo marinada en vinagre con ajo.
Además de los curries, todos los restaurantes ofrecen platos marinados tandoori y otros tikka "secos" (cocinados en un horno especial), así como platos biryani, donde la carne y el arroz se mezclan entre sí. La samosa, la pakora y los pequeños kebabs son servidos como entrantes o pueden comerse como aperitivvos.
Los comensales ingleses suelen acompañar sus comidas con arroz basmati. Además suelen pedir pan y comer con cuchara y tenedor. La muy desarrollada cocina vegetariana india también está representada en otros restaurantes especializados.
En los últimos años, algunos restaurantes indios han comenzado a apuntar más alto que la norma por la comida étnica, dos de ellos obteniendo las estrellas Michelin en el proceso.

### Otros tipos

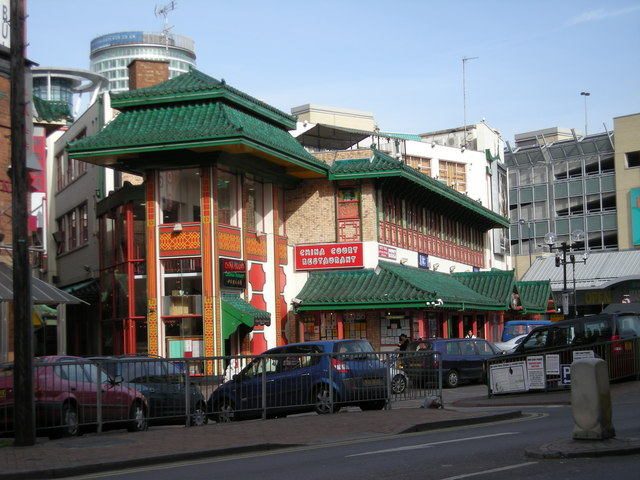
Chinatown en Birmingham, Inglaterra.

La comida china está bien asentada en Inglaterra, pues las grandes ciudades suelen tener un barrio chino. Se deriva principalmente de la cocina cantonesa, adaptándose a los gustos continentales. Por otra parte, a los clientes chinos se les puede ofrecer un menú totalmente independiente. Las costillas de cerdo en salsa OK es un ejemplo de cocina adaptada. Por otra parte, la cocina del sureste asiático, como la tailandesa, indonesia y vietnamita están ganando fama.
La cocina francesa no es muy popular (pues es menos económica), aunque existen algunos bistrós franceses baratos.
La cocina italiana es la más popular de toda la mediterránea, compitiendo con la china e hindú como las más populares. Los restaurantes griegos y españoles también tienen su público. 
La cocina turca suele estar asociada con el sector de la comida para llevar, en particular con los puestos kebab, mientras que la cocina del Medio Oriente (en particular la libanesa), ha ido creciendo con el tiempo. 
Aparte de las beef burgers, la comida de América, suele estar representada por la mexicana y la Tex-mex, aunque existen algunos restaurantes criollos y sudamericanos.
La cocina caribeña y judía normalmente se pueden encontrar donde hay una concentración de la comunidad en cuestión.

## Bebidas

### Bebidas calientes

#### Té

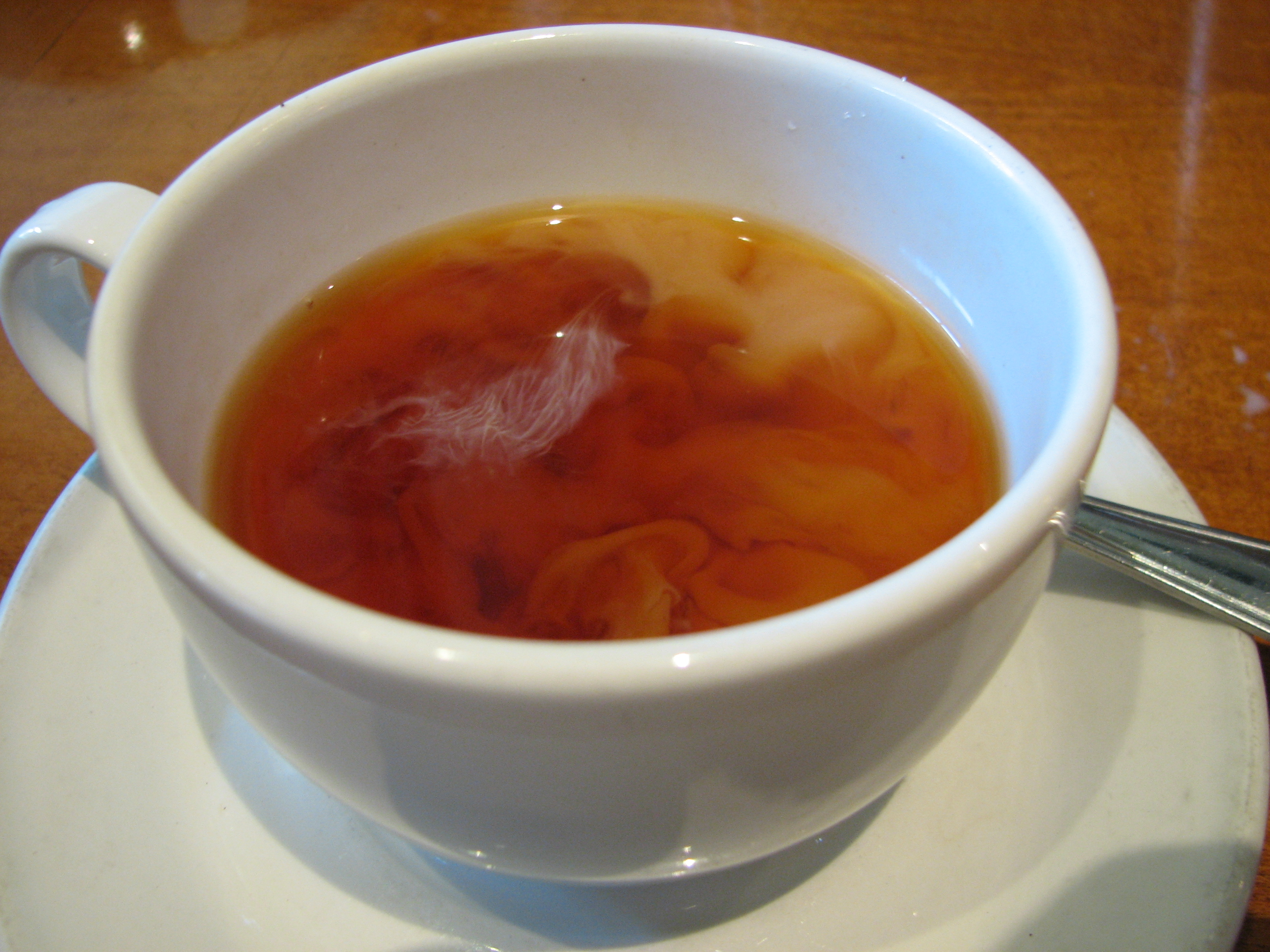
Té negro con leche.

Catalina de Braganza, esposa portuguesa de Carlos II, llevó el hábito portugués del té a Inglaterra alrededor de 1660, después de la llegada del café. Inicialmente, estaba limitado a consumidores ricos, pero el precio disminuyó gradualmente hasta el siglo XIX, cuando el té se convirtió en la bebida más consumida, como lo es hoy día. Algunas personas incluso beben seis o más tazas de té al día.
En el Reino Unido, el té es generalmente negro servido con leche, nunca nata. El más fuerte se sirve con mucha leche y algunas veces con dos cucharaditas de azúcar (por lo general en una taza) y comúnmente se le conoce en tono de broma como el "té del constructor". 
El té Earl Grey es una variedad distintiva aromatizada con bergamota. En los últimos años, el té de hierbas y otro más especializados también se han vuelto populares.

#### Café

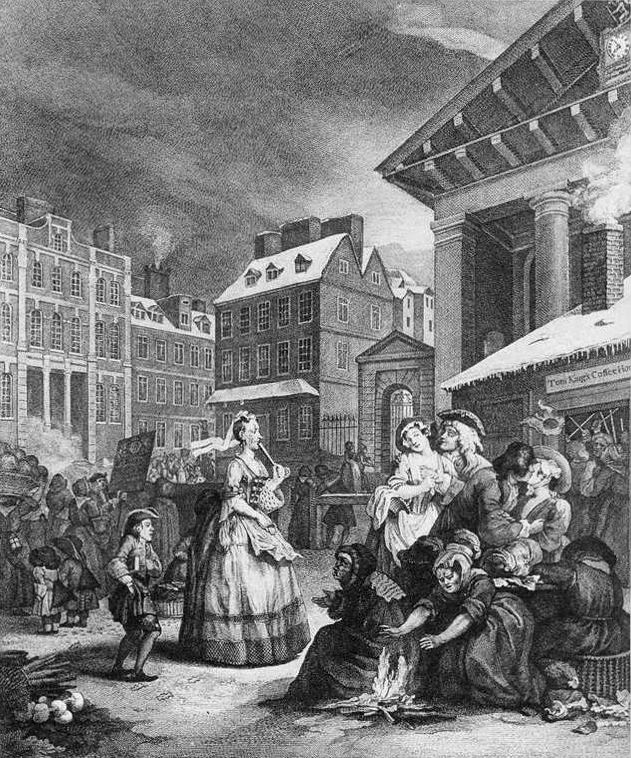
Hogarth presentando la Casa de Café de Tom King (después Casa de Café de Moll King) en su pintura Four Times of the Day.

Introducido en el siglo XVII, el café se popularizó rápidamente en el siglo XVIII. Las cafeterías londinenesea fueron importantes lugares de reunión literarios, comerciales y políticos; en algunos casos, abrieron camino a grandes instituciones financieras del siglo XIX.
El café tal vez es ahora menos popular en el continente europeo, pero todavía se bebe mucho (tanto en su forma instantánea como en su forma percolada), frecuentemente con leche (rara vez con nata). 
Las formas de preparación del café italiano tales como el café expreso y capuchino o variedades americanas modernas como el frappuccino están cogiendo mucha fama (generalmente se compran en restaurantes o tiendas especializadas en lugar de hacerse en casa). El azúcar blanca o morena a menudo se agrega al té o café, así como otros edulcorantes o miel.

#### Otras
El chocolate o cacao caliente fue publicitado durante varias campañas antialcohol del siglo XIX y siguen siendo bastante habituales. Las principales marcas son fabricadas por empresas fundadas por la Quaker Oats Company tales como Cadbury. Por lo general, el chocolate se bebe en la noche, con marcas como Ovaltine u Horlicks.
El zumo de manzana en su forma fresca, o después de varias etapas de fermentación, puede beberse caliente y condimentado en época de invierno. Otras frutas o el extracto de algunas bayas pueden ser utilizadas como saborizantes. La raíz de diente de león y otras hojas frescas pueden ser utilizadas para un té, infusiones y otras bebidas. Otras infusiones como la de escaramujo, hojas de frambuesa y ortiga, entre otras, también se consumen.

### Bebidas gaseosas
Durante gran parte del siglo XX, el Reino Unido tenía un sistema donde se entregaba leche fresca a domicilio por las mañanas (en botellas reutilizables de vidrio), usualmente en vehículos eléctricos llamados "milk floats". Ahora han sido reemplazados por las compras en los supermercados, aunque algunas zonas del país siguen disfrutando de la leche fresca de puerta en puerta.
La Dandelion and burdock es una bebida que se elabora tradicionalmente con raíces fermentadas de diente de león (Taraxacum officinale) y bardana (Arctium lappa), siendo efervescente de forma natural, y similar a la cerveza de raíz. Se consume en el Reino Unido desde aproximadamente 1265. Posteriores versiones se hacen de forma más artificial y sin alcohol. 
La cerveza de jengibre tuvo su auge desde finales del siglo XIX a finales del siglo XX. Tizer y Lucozade son otras bebidas carbonatadas británicas, comercializadas después como bebidas energéticas. Además, el concepto lemonade generalmente se refiere a una bebida clara y gaseosa. También las marcas internacionales de bebidas de cola y otras energéticas se han vuelto muy populares desde finales del siglo XX.
El agua de cebada, generalmente condimentada con limón u otras frutas, es una bebida gaseosa tradicional británica. Se hace hirviendo la cebada ya lavada, colándola y vertiéndola en agua caliente sobre la cáscara y/o la pulpa de fruta. Después se añaden zumos de frutas o azúcar al gusto, aunque usualmente se consumen versiones ya preparadas.
Las bebidas squash y otros licores son alternativas a las bebidas carbonatadas. Son unos jarabes sin alcohol concentrados que suelen ser de sabor a frutas y usualmente se hacen con zumos de las mismas, agua y azúcar, los cuales necesitan ser "diluidos al gusto en agua" antes de beberse. Algunos licores tradicionales también tienen extractos de hierbas, sobre todo los de flor de saúco y jengibre.

### Bebidas alcohólicas

#### La cerveza y sidra

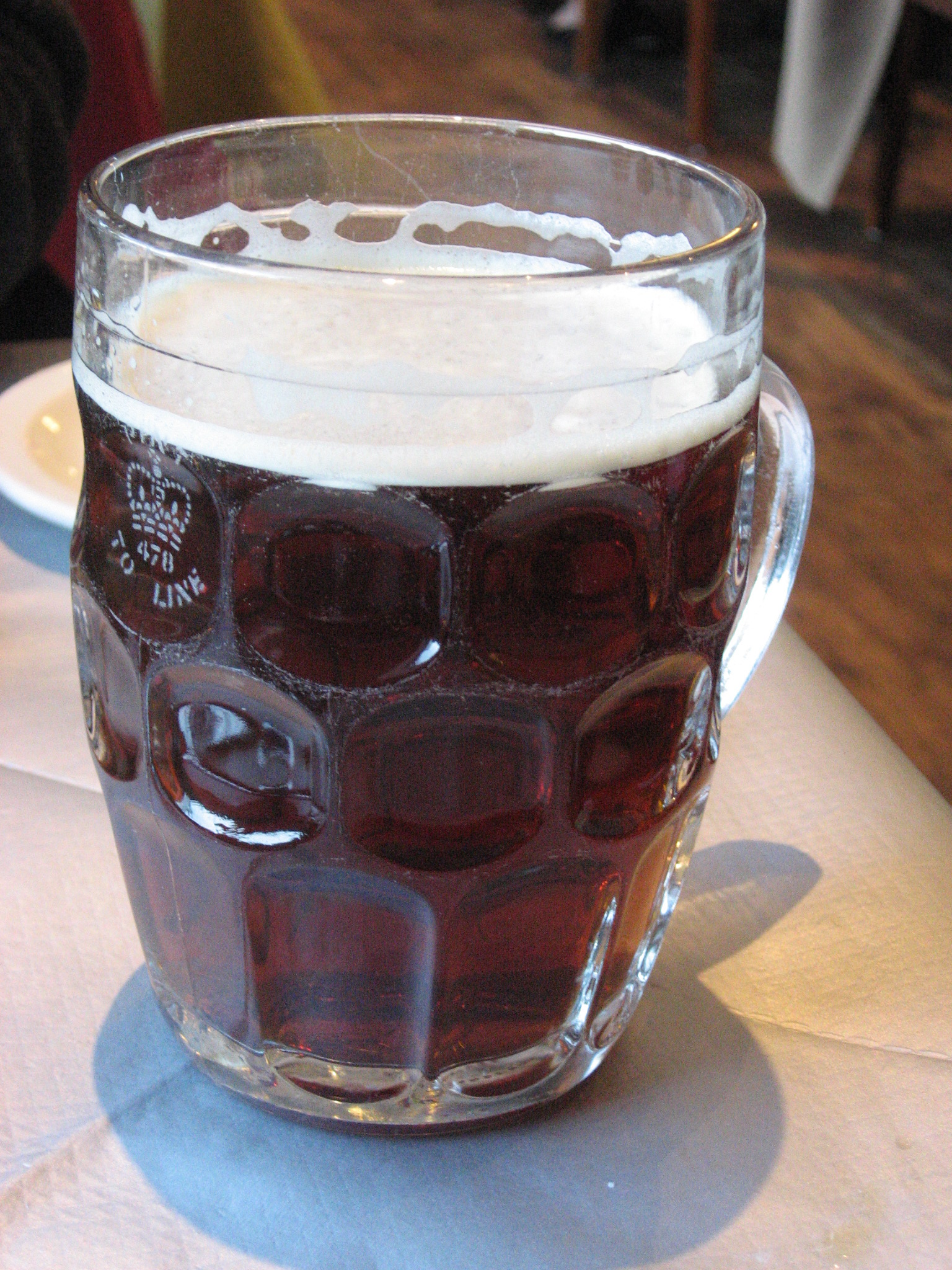
Un vaso de cerveza amarga.

Inglaterra es una de las pocas naciones donde la cerveza de barril acondicionada sigue siendo parte importante del mercado. La cerveza tipo Lager o Pilsener ha incrementado considerablemente su popularidad desde mediados del siglo XX y se utiliza a menudo como acompañamiento de comida picante étnica. Cualquier tipo de cerveza puede acompañar una comida en un bar, como al 'steak and ale' o al 'fish and chips'. 
La Stout es un tipo de cerveza conocida en todo el mundo que se originó en Inglaterra, aunque llegó a estar asociada con Irlanda. Tiene una culinaria asociación con las ostras: se pueden utilizar con el sabor de la cerveza negra o tomarse con ellas.
En el Reino Unido, el término "sidra" se asocia a una bebida alcohólica de zumo de manzana fermentado, servido por litro o medio litro como la cerveza. Está asociada tradicionalmente con ciertas regiones (el suroeste de Inglaterra y Herefordshire), pero las marcas comerciales están disponibles en todo el país como Bulmers y Strongbow. La versión sin filtrar se llama scrumpy y la hecha de peras, perry. En Inglaterra, algunas veces, se destila un brandy de manzana, pero no está tan extendidao como en Calvados (Francia). Culinariamente, la sidra se utiliza en carne de cerdo o conejo.

#### Vino y aguamiel

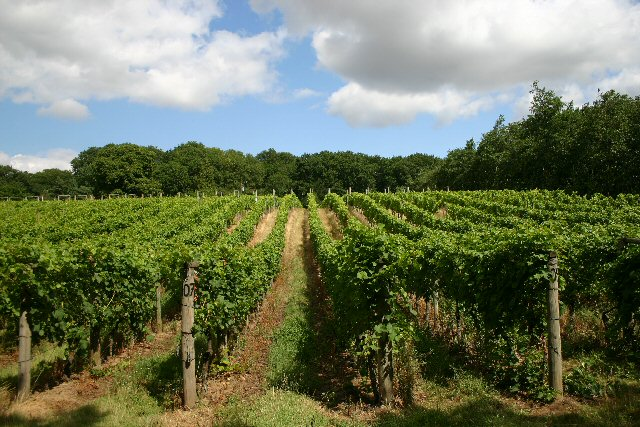
Un viñedo en Wyken Hall de Suffolk.

El vino frecuentemente acompaña a las comidas más formales. Fue introducido en Inglaterra, tanto como para producción y consumo, por los romanos. Ha sido importado desde entonces, aunque no siempre resulta accesible para el ciudadano medio.
Desde la Edad Media, el mercado inglés ha sido el principal cliente de Claret (Burdeos), gracias al reinado Plantagenet, que incluía a Inglaterra y a otras grandes provincias de Francia. En el siglo XVIII, el Tratado de Methuen (1703) impuso elevados aranceles en el vino francés. Esto llevó a que la gente inglesa se convirtiera en el principal consumidor de otros vinos fortificados y más dulces como el jerez de España o el vino de Oporto y de Madeira (Portugal). Los fortificados se hicieron populares porque, a diferencia del vino popular, estos no se echaban a perder después de un viaje largo (como por ejemplo, de Portugal a Inglaterra). También se utilizan en postres: por ejemplo, el jerez se utiliza como ingrediente del trifle.
A finales del siglo XX, los vinos de todo el mundo estaban disponibles en el mercado masivo. La viticultura se reanudó en la década de 1970 después de un largo descanso. Actualmente, Inglaterra es un gran consumidor, pero un pequeño productor de vino. Las ventas combinadas del vino inglés y gales representan solo el 1% del mercado nacional. Otra forma de producción de vino nacional es el "vino de país" o "vino de frutas", el cual está hecho de una amplia variedad de frutas y verduras (saúco, ciruela, chirivía... ) diferentes a las uvas. Aparte de las variedades comerciales, también se preparan en casa de forma habitual a partir de hortalizas o frutas silvestres. De hecho, la crema de grosella negra está hecha en Herefordshire.
Por otro lado, el aguamiel o hidromiel (bebida alcohólica con una concentración que varía del 4 % al 18 % y que se obtiene a partir de la fermentación de una mezcla de agua y miel), fue popular en la Edad Media. Hoy en día no es habitual.

#### Bebidas destiladas y licores

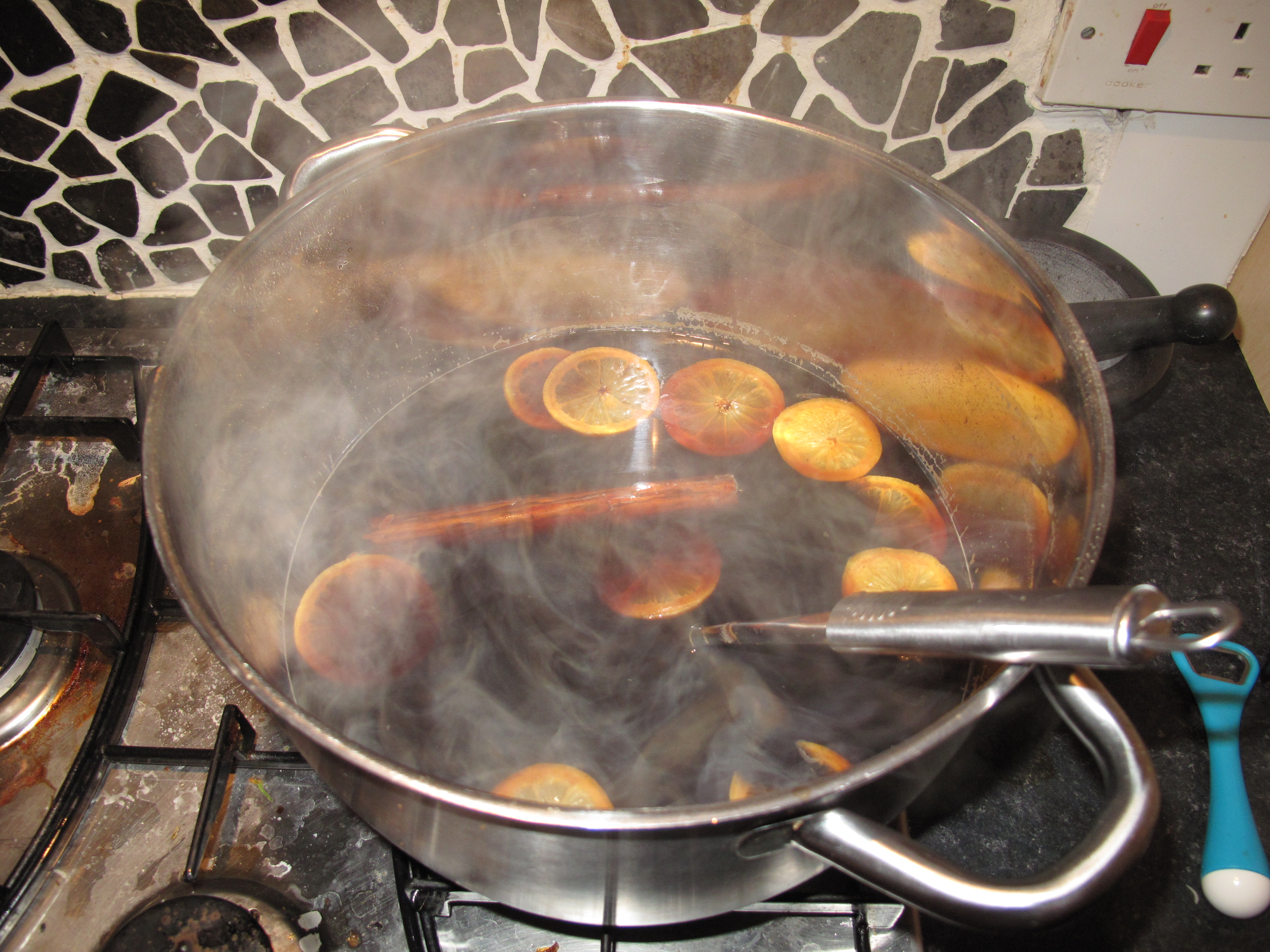
Una olla de wassail.

Aunque la ginebra en sí no es un invento británico, la London Dry sí se desarrolló en Inglaterra. El Gin tonic, de hecho, tiene raíces históricas que se remontan al imperio británico, pues la tónica fue utilizada para combatir la malaria en los climas tropicales. Asimismo, el ron también tiene asociaciones históricas inglesas.
La producción de whisky en la Inglaterra moderna se reanudó en Norfolk a finales del 2006. El primer whisky de malta resultante se puso a disposición del público en noviembre de 2009. Este fue el primer whisky de malta inglés en más de 100 años, producido en la Destilería de St. George por la compañía English Whisky. Anteriormente Bristol y Liverpool fueron centros de producción de whisky inglés.

#### Bebidas mezcladas
Una de las primeras bebidas mezcladas datan del siglo XVII. Por lo general, están hechas con agua, fruta, zumos o bebidas alcohólicas.  Se suelen servir en un tazón grande para un grupo amplio de bebedores. Se piensa que los cócteles son de América, pero tienen una conexión británica: Harry Craddock (ciudadano estadounidense de origen británico), inventó un número de cócteles clásicos durante su mandato en el bar del Hotel Savoy. Además, Pimm's es una empresa que ha vendido bebidas ya mezcladas por más de un siglo. La marca está asociada con el verano británico y con ciertos eventos, como el Campeonato de Wimbledon, la Real regata Henley o el Festival de Glyndebourne. A menudo, Pimm's se utiliza como base de futuras mezclas, incluyendo frutas o limonadas.
Las bebidas mezcladas también se pueden basar en cerveza (lambswool) o sidra (wassail).

## Vegetarianismo
Desde finales de la Segunda Guerra Mundial, un número cada vez mayor de la población británica ha adoptado el vegetarianismo, sobre todo desde la crisis EEB de la década de 1990. Se estima que hay entre 3 y 4 millones de vegetarianos en el Reino Unido, uno de los porcentajes más altos del mundo occidental. Además, alrededor de 7 millones de personas afirman no comer carne roja. La mayoría de los restaurantes tienen al menos un plato vegetariano en el menú.

## Reputación internacional

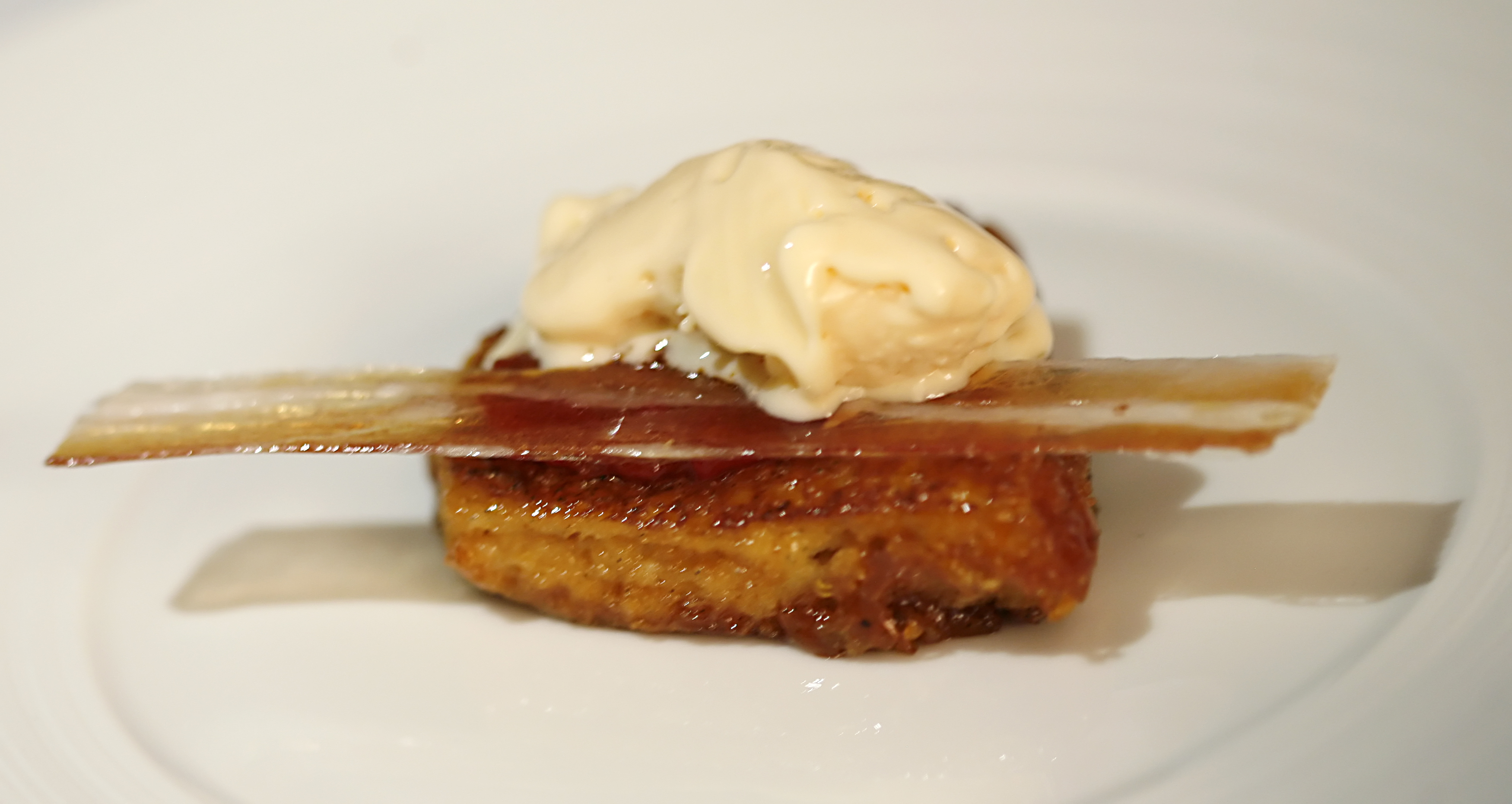
Huevo revuelto y tocino con helado, plato servido en el restaurante The Fat Duck.

La cocina inglesa suele tener mala reputación internacional cuando es comparada con la francesa, española o italiana. Sin embargo, para muchos ingleses esta percepción resulta anticuada, pues consideran que esa mala fama tiene que ver con la comida "urbana" (fabricada industrialmente en el siglo XX), la cual no representa realmente la calidad de la comida casera. De hecho, la comida típica inglesa, con énfasis en las carnes y verduras, tiene mucho que ver con la tradición del norte de Europa (desde el norte de Alemania a los Países Bajos y escandinavos), aunque con influencia francesa.
Durante la Edad Media y el Siglo de las Luces, la cocina inglesa gozó de una excelente reputación; su decadencia se remonta al abandono de las tierras y al aumento de la urbanización durante la Revolución Industrial. En ese momento, el país se convirtió en un importador de comida. Durante las dos guerras mundiales, la comida británica (como la de otras naciones), se vio afectada por los conflictos y sufrió en gran medida los efectos de la escasez de alimentos, así como el racionamiento. El fin de este en el Reino Unido durante 1954 trajo consigo una marcada tendencia hacia la producción en masa de alimentos industrializados. Sin embargo, hoy en día, hay un interés renovado en la cultura gastronómica, popularmente dirigida por chefs famosos que buscan elevar el nivel de conocimiento culinario en el Reino Unido.
En 2005, 600 críticos gastronómicos que escriben para la revista Restaurant nombraron 14 restaurantes británicos entre los 50 mejores del mundo. El primero se lo dieron a The Fat Duck (en Bray, Berkshire) y a su chef Heston Blumenthal. En particular, el alcance global de Londres ha elevado su condición de líder principal de la cocina internacional. Mientras tanto, la fuerte promoción de la gastronomía como solución económica posindustrial ha dado lugar a su proliferación en todo el país.

## Platos más representativos

### Platos salados
- Bedfordshire clanger
- Bangers and mash
- Beef cobbler
- Beef Wellington
- Morcilla
- Bubble and squeak
- Cauliflower cheese
- Cheese
- Cornish pasty
- Cottage pie
- Salchicha de Cumberland
- Devilled kidneys
- Dumplings
- Faggots
- Fish and chips
- Full English breakfast
- Game pie
- Gooducken
- Gravy
- Hash
- Hog's pudding
- Jellied eels
- Kippers
- Lancashire hotpot
- Lincolnshire sausage
- Liver and onion/bacon
- Mint sauce
- Parmo (Teesside)
- Pease pudding
- Pie and mash
- Ploughman's lunch
- Pork pie
- Potted shrimps
- Shepherd's pie
- Scouse
- Stargazy Pie
- Steak and ale pie
- Steak and kidney pie
- Steak and kidney pudding
- Steak and oyster pie
- Stottie cake
- Suet pudding
- Sunday roast
- Rosbif
- Roast lamb with mint sauce
- Roast pork with apple
- Toad-in-the-hole
- Welsh Rarebit/Rabbit
- Yorkshire pudding

### Platos dulces

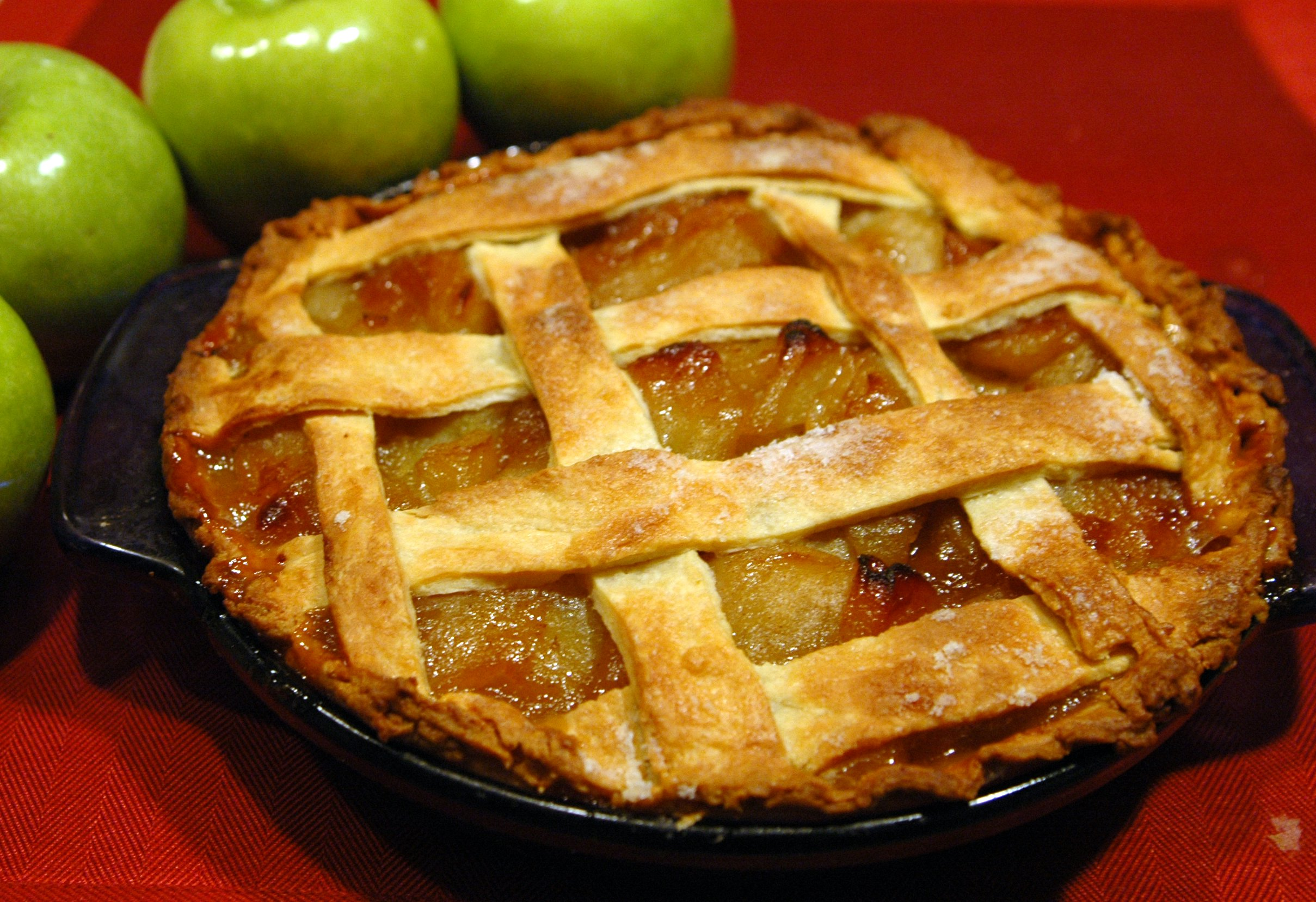
Tarta de manzana.

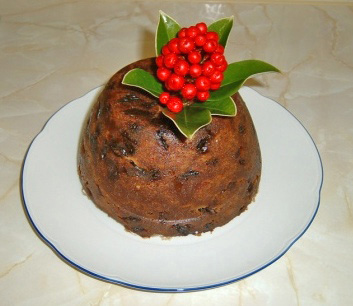
Pudín de Navidad.

- Tarta de manzana
- Tarta Bakewell
- Banoffee pie
- Pastel Battenberg
- Pudín de pan y mantequilla
- Pudín de Navidad
- Crumble
- Natillas
- Dumplings
- Pastel de Eccles
- Eton Mess
- Eve's pudding
- Fool
- Tarta Gypsy tart
- Cornish Hevva Cake
- Jam Roly-Poly
- Kendal mint cake
- Knickerbocker glory
- Lardy cake
- Madeira cake
- Mince pie
- Parkin
- Pound cake
- Queen of Puddings
- Saffron cake
- Scones
- Spotted dick
- Sticky toffee pudding
- Pudín de verano
- Sussex Pond Pudding
- Syllabub
- Trifle
- Treacle tart
- Victoria Sponge Cake

### Otras especialidades

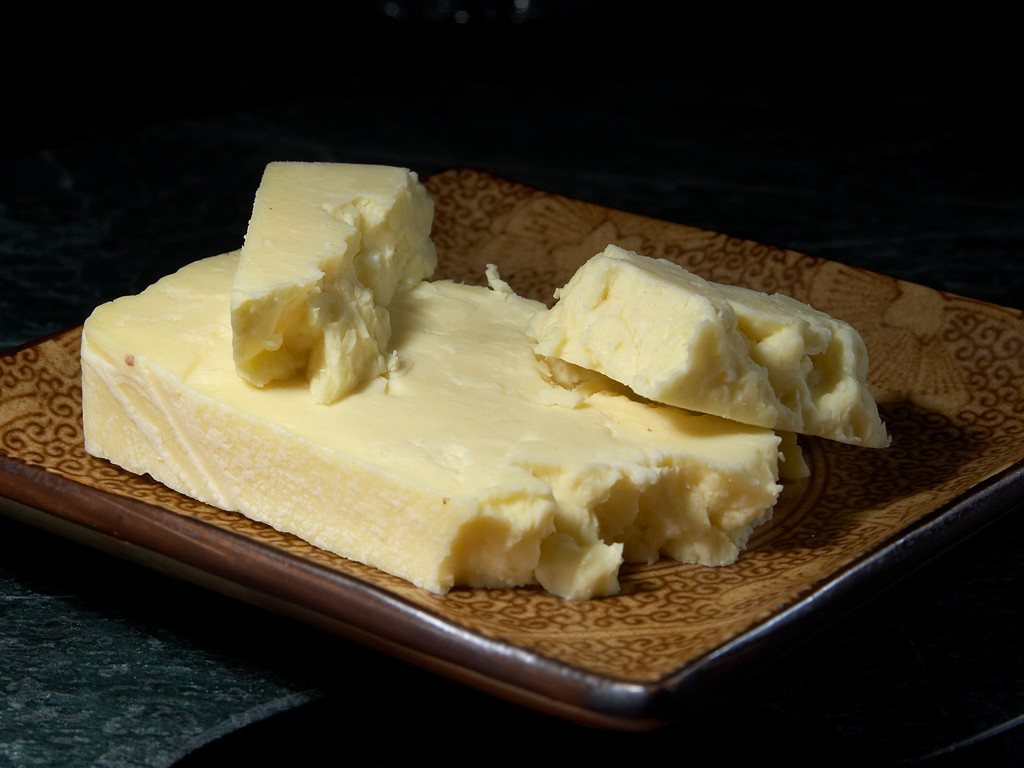
Queso Wensleydale.

- Chutney de melocotón, mango o lima
- Piccalilli
- Horseradish sauce
- Chutney de tomate verde
- Queso Stilton
- Queso Cheddar
- Queso Wensleydale
- Yarg (queso)
- Queso Lancashire
- Queso Caerphilly
- Queso Red Leicester
- Queso Double Gloucester
- Queso Curd
- Queso Cottage
- Clotted cream
- Marmite

## Críticos gastronómicos y chefs
Los chefs destacados y críticos que defienden la cocina inglesa incluyen:

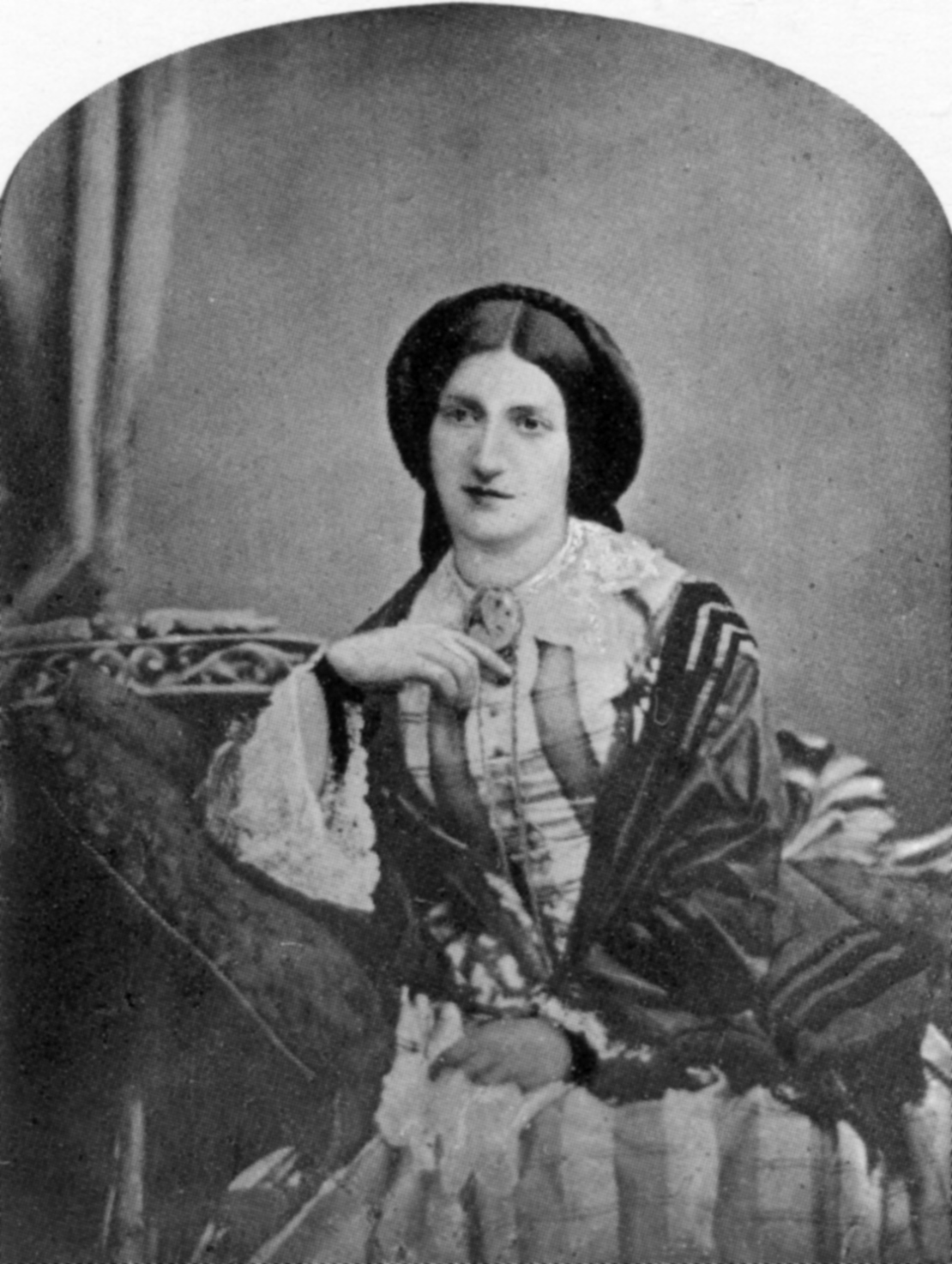
Un retrato fotográfico de Mrs. Beeton, c.1860-5.

- Eliza Acton
- Jane Asher
- "Mrs Beeton"[49]
- Mary Berry
- Heston Blumenthal
- Charles Campion
- Fanny Cradock
- Johnnie Cradock
- Elizabeth David
- Clarissa Dickson Wright
- Hugh Fearnley-Whittingstall
- Keith Floyd
- Hannah Glasse
- Jane Grigson
- Sophie Grigson
- Ainsley Harriott
- Dorothy Hartley
- Fergus Henderson
- Robert Irvine
- Graham Kerr
- Nigella Lawson
- Rustie Lee
- Jonathan Meades
- Jamie Oliver
- Lorraine Pascale
- Jennifer Paterson
- Marguerite Patten
- Gordon Ramsay
- Jay Rayner
- Gary Rhodes
- Michel Roux, Jr.
- Nigel Slater
- Delia Smith
- Rick Stein
- Antony Worrall Thompson
- Phil Vickery
- Marco Pierre White